# Elezioni parlamentari negli Stati Uniti d'America del 2004
Le elezioni parlamentari negli Stati Uniti d'America del 2004 si tennero il 2 novembre per l'elezione del 109º Congresso, contestualmente alle elezioni presidenziali in cui venne riconfermato il presidente George W. Bush. Furono rinnovate l'intera Camera dei rappresentanti e 34 componenti del Senato, ossia tutti i seggi appartenenti alla Classe 3; le elezioni si svolsero durante i primi anni della guerra al terrorismo e dopo l'invasione dell'Iraq del 2003. Il Partito Repubblicano mantenne il controllo del Congresso.
Uno degli argomenti principali della campagna elettorale fu l'andamento della “guerra al terrorismo”. Il presidente uscente George W. Bush, leader del Partito Repubblicano, sostenne i risultati della propria amministrazione, vantando successi nelle campagne militari in Iraq e Afghanistan, mentre lo sfidante John Kerry, candidato del Partito Democratico, mosse critiche sull'efficacia e la condotta della guerra in Iraq, nonché sulla sua effettiva utilità nella stessa guerra al terrorismo. Non mancarono comunque, nella campagna elettorale, riferimenti alla politica interna, come i temi della sicurezza, cari soprattutto ai Repubblicani, e della tutela delle fasce sociali più deboli, evidenziati soprattutto dai Democratici.
Nel corso di queste elezioni venne eletto al Senato Barack Obama, futuro Presidente degli Stati Uniti.

## Senato
Vennero sottoposti ad elezione 34 seggi, quelli della Classe 3, corrispondenti ad altrettanti senatori. I Repubblicani ottennero 6 nuovi seggi e ne persero 2, per un saldo netto positivo di 4. Di particolare rilievo la vittoria in Dakota del Sud, dove venne sconfitto il capogruppo democratico al Senato, Tom Daschle, dal repubblicano John Thune; la campagna elettorale in Dakota del Sud ebbe comunque una rilevanza nazionale e che la vittoria ebbe con un margine ristretto di voti (51% contro 49%). I Democratici, a loro volta, conquistarono 2 nuovi seggi, perdendone tuttavia 6, pagando il fatto che molti ex-senatori democratici non si ricandidarono, in aggiunta ad una perdita di consensi negli Stati del sud-est.
Dopo queste elezioni il Partito Repubblicano poté contare su una solida maggioranza al Senato (55 senatori contro 44 Democratici ed 1 indipendente).

### Livello federale
| Partiti | Partiti      | Voti       | %      | Seggi        | Seggi    | Seggi    | Seggi         | Seggi   |  |
| Partiti | Partiti      | Voti       | %      | Pre elezioni | In palio | Ottenuti | Post elezioni | +/-     |  |
| ------- | ------------ | ---------- | ------ | ------------ | -------- | -------- | ------------- | ------- |  |
|         | Repubblicano | 39 920 562 | 45,3   | 51           | 15       | 19       | 55            | 4       |  |
|         | Democratico  | 44 754 618 | 50,8   | 48           | 19       | 15       | 44            | 4       |  |
|         | Indipendenti | 186 231    | 0,2    | 1            | 0        | 0        | 1             | Stabile |  |
|         |              |            |        |              |          |          |               |         |  |
| Totale  | Totale       | 84 861 411 | 100,00 | 100          | 34       | 34       | 100           | Stabile |  |

### Dettaglio per stato
Di seguito il riepilogo delle elezioni relative ai 34 seggi del Senato:
     Democratico
     Repubblicano
     Passa a democratico
     Passa a repubblicano
| Stato             | Senatore uscente            | Democratici                                                                           | Repubblicani              | Altri | Senatore eletto      |
| ----------------- | --------------------------- | ------------------------------------------------------------------------------------- | ------------------------- | --- | -------------------- |
| Alabama           | Richard Shelby (R)          | Wayne Sowell - 32,0%                                                                  | Richard Shelby - 68,0%    | | Richard Shelby (R)   |
| Alaska            | Lisa Murkowski (R)          | Tony Knowles - 45,5%                                                                  | Lisa Murkowski - 48,6%    | Marc Millican (I) - 2,9% Jerry Sanders (AKIP) - 1,2% Jim Sykes (V) - 1,0% Scott Kohlhaas (L) - 0,4%                               | Lisa Murkowski (R)   |
| Arizona           | John McCain (R)             | Stuart Starky - 21,0%                                                                 | John McCain - 76,0%       | Ernest Hancock (L) - 3,0% | John McCain (R)      |
| Arkansas          | Blanche Lincoln (D)         | Blanche Lincoln - 56,0%                                                               | Jim Holt - 44,0%          | | Blanche Lincoln (D)  |
| California        | Barbara Boxer (D)           | Barbara Boxer - 57,7%                                                                 | Bill Jones - 37,8%        | Marsha Feinland - 2,0% Jim Gray (L) - 1,8% Don J. Grundmann (C) - 0,7%                                                            | Barbara Boxer (D)    |
| Carolina del Nord | John Edwards (D)            | Erskine Bowles - 47,0%                                                                | Richard Burr - 52,0%      | Tom Bailey (L) - 1,0% | Richard Burr (R)     |
| Carolina del Sud  | Jim DeMint (R)              | Alvin Greene - 28,1%                                                                  | Jim DeMint - 62,4%        | Tom Clements (V) - 9,4% | Jim DeMint (R)       |
| Colorado          | Ben Nighthorse Campbell (R) | Ken Salazar - 51,3%                                                                   | Pete Coors - 46,5%        | Doug Cambell (C) - 1,0% Richard Randall (L) - 0,5% John Harris (I) - 0,4% Victor Good - 0,3%                                      | Ken Salazar (D)      |
| Connecticut       | Chris Dodd (D)              | Chris Dodd - 66,4%                                                                    | Jack Orchulli - 32,1%     | Timothy Knibbs (C) - 0,9% Lenny Rasch (L) - 0,6%                                                                                  | Chris Dodd (D)       |
| Dakota del Nord   | Byron Dorgan (D-NPL)        | Byron Dorgan - 68,0%                                                                  | Mike Liffrig - 32,0%      | | Byron Dorgan (D)     |
| Dakota del Sud    | Tom Daschle (D)             | Tom Daschle - 49,4%                                                                   | John Thune - 50,5%        | | John Thune (R)       |
| Florida           | Bob Graham (D)              | Betty Castor - 48,3%                                                                  | Mel Martínez - 49,5%      | Dennis Bradley - 2,2% | Mel Martínez (R)     |
| Georgia           | Zell Miller (D)             | Denise Majette - 40,0%                                                                | Johnny Isakson - 57,9%    | Allen Buckley (L) - 2,1% | Johnny Isakson (R)   |
| Hawaii            | Daniel Inouye (D)           | Daniel Inouye - 75,5%                                                                 | Campbell Cavasso - 21,0%  | James Brewer (I) - 2,2% Lloyd Mallan (L) - 1,3%                                                                                   | Daniel Inouye (D)    |
| Idaho             | Mike Crapo (R)              | Scott McClure (Write-in) - 0,8%                                                       | Mike Crapo - 70,2%        | | Mike Crapo (R)       |
| Illinois          | Peter Fitzgerald (R)        | Barack Obama - 70,0%                                                                  | Alan Keyes - 27,0%        | Albert Franzen (I) - 1,6% Jerry Kohn (L) - 1,3%                                                                                   | Barack Obama (D)     |
| Indiana           | Evan Bayh (D)               | Evan Bayh - 62,0%                                                                     | Marvin Scott - 37,0%      | Albert Barger (L) - 1,0% | Evan Bayh (D)        |
| Iowa              | Chuck Grassley (R)          | Arthur Small - 27,9%                                                                  | Chuck Grassley - 70,1%    | Christy Welty (L) - 1,0% Daryl Northrop (V) - 0,8% Edwin Fruit (S - 0,1%                                                          | Chuck Grassley (R)   |
| Kansas            | Sam Brownback (R)           | Lee Jones - 28,0%                                                                     | Sam Brownback - 69,0%     | Stephen A. Rosile (L) - 2,0% George Cook - 1,0%                                                                                   | Sam Brownback (R)    |
| Kentucky          | Jim Bunning (R)             | Daniel Mongiardo - 49,0%                                                              | Jim Bunning - 51,0%       | | Jim Bunning (R)      |
| Louisiana         | John Breaux (D)             | Chris John - 29,0% John Neely Kennedy - 15,0% Arthur Morrell - 3,0% Sam Melton - 1,0% | David Vitter - 51,0%      | Richard Fontanesi (I) - 1,0% R. A. Galan (I) - 1,0%                                                                               | David Vitter (R)     |
| Maryland          | Barbara Mikulski (D)        | Barbara Mikulski - 64,8%                                                              | E. J. Pipkin - 33,7%      | Maria Allwine (V) - 1,1% Thomas Trump (C) - 0,4%                                                                                  | Barbara Mikulski (D) |
| Missouri          | Kit Bond (R)                | Nancy Farmer - 42,8%                                                                  | Kit Bond - 56,0%          | Kevin Tull (L) - 0,7% Don Griffin (C) - 0,4%                                                                                      | Kit Bond (R)         |
| Nevada            | Harry Reid (D)              | Harry Reid - 61,1%                                                                    | Richard Ziser - 35,1%     | Nessuno - 1,6% Tomas Hurst (L) - 1,2% David Schumann - (C) 0,7% Gary Marinch - 0,3%                                               | Harry Reid (D)       |
| New Hampshire     | Judd Gregg (R)              | Doris Haddock - 34,0%                                                                 | Judd Gregg - 66,0%        | | Judd Gregg (R)       |
| New York          | Chuck Schumer (D)           | Chuck Schumer - 71,2%                                                                 | Howard Mills III - 24,2%  | Marilyn O'Grady - 3,0% David McReynolds (V) - 0,5% Donald Silberger (L) - 0,3% Abraham Hirschfeld - 0,2% Martin Koppel (S) - 0,2% | Chuck Schumer (D)    |
| Ohio              | George Voinovich (R)        | Eric Fingerhut - 36,1%                                                                | George Voinovich - 63,9%  | | George Voinovich (R) |
| Oklahoma          | Don Nickles (R)             | Brad Carson - 41,2%                                                                   | Tom Coburn - 52,8%        | Sheila Bilyeu (I) - 6,0% | Tom Coburn (R)       |
| Oregon            | Ron Wyden (D)               | Ron Wyden - 53,4%                                                                     | Al King - 31,8%           | Teresa Keane (V) - 2,4% Dan Fitzgerald (L) - 1,7% David Brownlow (C) - 0,7%                                                       | Ron Wyden (D)        |
| Pennsylvania      | Arlen Specter (D)           | Arlen Specter - 52,6%                                                                 | Joe Hoeffel - 42,0%       | Jim Clymer (C) - 4,0% Betsy Summers (L) - 1,4%                                                                                    | Arlen Specter (D)    |
| Utah              | Bob Bennett (R)             | Paul Van Dam - 28,4%                                                                  | Bob Bennett - 68,7%       | Gary R. Van Horn (C) - 1,9% Joe Labonte - 1,0%                                                                                    | Bob Bennett (R)      |
| Vermont           | Patrick Leahy (D)           | Patrick Leahy - 70,6%                                                                 | John A. McMullen - 24,5%  | Cris Ericson - 2,1% Craig Hill (V) - 1,3% Keith Stern (I) - 1,1% Ben Mitchell - 0,3%                                              | Patrick Leahy (D)    |
| Washington        | Patty Murray (D)            | Patty Murray - 55,0%                                                                  | George Nethercutt - 42,7% | J. Mills (L) - 1,2% Mark Wilson (V) - 1,1%                                                                                        | Patty Murray (D)     |
| Wisconsin         | Russ Feingold (D)           | Russ Feingold - 55,4%                                                                 | Tim Michels - 44,1%       | Arif Khan (L) - 0,3% Eugene A. Hem (I) - 0,2%                                                                                     | Russ Feingold (D)    |

## Camera dei rappresentanti
Nelle elezioni del 2 novembre 2004 per Camera dei Rappresentanti il Partito Repubblicano aumentò il numero dei propri deputati di tre unità, a spese del Partito Democratico, nonostante fosse diminuito a livello nazionale il distacco tra i due partiti dominanti della scena politica nazionale. Ciò fu causato soprattutto da una variazione dei confini dei collegi elettorali in Texas, stato considerato sfavorevole dai Democratici, che infatti proprio in Texas persero ben 5 seggi.
Prima delle elezioni i repubblicani contavano 229 deputati contro i 205 democratici e 1 indipendente; la nuova Camera fu costituita da 232 repubblicani e 202 democratici, più 1 indipendente. La Camera rimase pertanto repubblicana, come il Senato.

### Livello federale
| Partiti                                          | Partiti      | Voti        | Voti   | Voti    | Seggi | Seggi | Seggi   | Seggi  |
| Partiti                                          | Partiti      | Voti        | %      | Var.    | 2002  | 2004  | +/−     | %      |
| ------------------------------------------------ | ------------ | ----------- | ------ | ------- | ----- | ----- | ------- | ------ |
|                                                  | Repubblicano | 55 958 144  | 49,4%  | 0,6%    | 229   | 232   | 3       | 53,3%  |
|                                                  | Democratico  | 52 969 786  | 46,8%  | 1,6%    | 205   | 202   | 3       | 46,4%  |
|                                                  | Libertario   | 1 056 844   | 0,9%   | 0,5%    | -     | -     | -       | -      |
|                                                  | Indipendenti | 674 202     | 0,6%   | 0,1%    | 1     | 1     | Stabile | 0,2%   |
|                                                  | Verdi        | 344 549     | 0,3%   | 0,1%    | -     | -     | -       | -      |
|                                                  | Costituzione | 187 006     | 0,2%   | Stabile | -     | -     | -       | -      |
|                                                  | Riforma      | 85 539      | 0,1%   | 0,1%    | -     | -     | -       | -      |
|                                                  | Indipendenza | 76 053      | 0,1%   | 0,1%    | -     | -     | -       | -      |
|                                                  | Altri        | 1 840 163   | 1,6%   | 0,6%    | -     | -     | -       | -      |
| Totale                                           | Totale       | 113 192 286 | 100,0% | -       | 435   | 435   | Stabile | 100,0% |
| Fonte: Election Statistics - Office of the Clerk |              |             |        |         |       |       |         |        |

### Dettaglio per stato
| Stato                | Seggi totali | Democratici | Democratici | Repubblicani | Repubblicani | Indipendente | Indipendente |
| Stato                | Seggi totali | Seggi       | Var.        | Seggi        | Var.         | Seggi        | Var.         |
| -------------------- | ------------ | ----------- | ----------- | ------------ | ------------ | ------------ | ------------ |
| Alabama              | 7            | 2           | Stabile     | 5            | Stabile      | 0            | Stabile      |
| Alaska               | 1            | 0           | Stabile     | 1            | Stabile      | 0            | Stabile      |
| Arizona              | 8            | 2           | Stabile     | 6            | Stabile      | 0            | Stabile      |
| Arkansas             | 4            | 3           | Stabile     | 1            | Stabile      | 0            | Stabile      |
| California           | 53           | 33          | Stabile     | 20           | Stabile      | 0            | Stabile      |
| Carolina del Nord    | 13           | 6           | Stabile     | 7            | Stabile      | 0            | Stabile      |
| Carolina del Sud     | 6            | 2           | Stabile     | 4            | Stabile      | 0            | Stabile      |
| Colorado             | 7            | 3           | 1           | 4            | 1            | 0            | Stabile      |
| Connecticut          | 5            | 2           | Stabile     | 3            | Stabile      | 0            | Stabile      |
| Dakota del Nord      | 1            | 1           | Stabile     | 0            | Stabile      | 0            | Stabile      |
| Dakota del Sud       | 1            | 1           | Stabile     | 0            | Stabile      | 0            | Stabile      |
| Delaware             | 1            | 0           | Stabile     | 1            | Stabile      | 0            | Stabile      |
| Florida              | 25           | 7           | Stabile     | 18           | Stabile      | 0            | Stabile      |
| Georgia              | 13           | 6           | 1           | 7            | 1            | 0            | Stabile      |
| Hawaii               | 2            | 2           | Stabile     | 0            | Stabile      | 0            | Stabile      |
| Idaho                | 2            | 0           | Stabile     | 2            | Stabile      | 0            | Stabile      |
| Illinois             | 19           | 10          | 1           | 9            | 1            | 0            | Stabile      |
| Indiana              | 9            | 2           | 1           | 7            | 1            | 0            | Stabile      |
| Iowa                 | 5            | 1           | Stabile     | 4            | Stabile      | 0            | Stabile      |
| Kansas               | 4            | 1           | Stabile     | 3            | Stabile      | 0            | Stabile      |
| Kentucky             | 6            | 1           | 1           | 5            | 1            | 0            | Stabile      |
| Louisiana            | 7            | 2           | Stabile     | 5            | Stabile      | 0            | Stabile      |
| Maine                | 2            | 2           | Stabile     | 0            | Stabile      | 0            | Stabile      |
| Maryland             | 8            | 6           | Stabile     | 2            | Stabile      | 0            | Stabile      |
| Massachusetts        | 10           | 10          | Stabile     | 0            | Stabile      | 0            | Stabile      |
| Michigan             | 15           | 6           | Stabile     | 9            | Stabile      | 0            | Stabile      |
| Minnesota            | 8            | 4           | Stabile     | 4            | Stabile      | 0            | Stabile      |
| Mississippi          | 4            | 2           | Stabile     | 2            | Stabile      | 0            | Stabile      |
| Missouri             | 9            | 4           | Stabile     | 5            | Stabile      | 0            | Stabile      |
| Montana              | 1            | 0           | Stabile     | 1            | Stabile      | 0            | Stabile      |
| Nebraska             | 3            | 0           | Stabile     | 3            | Stabile      | 0            | Stabile      |
| Nevada               | 3            | 1           | Stabile     | 2            | Stabile      | 0            | Stabile      |
| New Hampshire        | 2            | 0           | Stabile     | 2            | Stabile      | 0            | Stabile      |
| New Jersey           | 13           | 7           | Stabile     | 6            | Stabile      | 0            | Stabile      |
| New York             | 29           | 20          | 1           | 9            | 1            | 0            | Stabile      |
| Nuovo Messico        | 3            | 1           | Stabile     | 2            | Stabile      | 0            | Stabile      |
| Ohio                 | 18           | 6           | Stabile     | 12           | Stabile      | 0            | Stabile      |
| Oklahoma             | 5            | 1           | Stabile     | 4            | Stabile      | 0            | Stabile      |
| Oregon               | 5            | 4           | Stabile     | 1            | Stabile      | 0            | Stabile      |
| Pennsylvania         | 19           | 7           | Stabile     | 12           | Stabile      | 0            | Stabile      |
| Rhode Island         | 2            | 2           | Stabile     | 0            | Stabile      | 0            | Stabile      |
| Tennessee            | 9            | 5           | Stabile     | 4            | Stabile      | 0            | Stabile      |
| Texas                | 32           | 11          | 5           | 21           | 5            | 0            | Stabile      |
| Utah                 | 3            | 1           | Stabile     | 2            | Stabile      | 0            | Stabile      |
| Vermont              | 1            | 0           | Stabile     | 0            | Stabile      | 1            | Stabile      |
| Virginia             | 11           | 3           | Stabile     | 8            | Stabile      | 0            | Stabile      |
| Virginia Occidentale | 3            | 2           | Stabile     | 1            | Stabile      | 0            | Stabile      |
| Washington           | 9            | 6           | Stabile     | 3            | Stabile      | 0            | Stabile      |
| Wisconsin            | 8            | 4           | Stabile     | 4            | Stabile      | 0            | Stabile      |
| Wyoming              | 1            | 0           | Stabile     | 1            | Stabile      | 0            | Stabile      |
| Totale               | 435          | 202         | 3           | 232          | 3            | 1            | Stabile      |

### Dettaglio per distretto
Democratico
     Repubblicano
     Indipendente
     Passa a repubblicano
     Passa a democratico
| Stato                | Distretto | Deputato uscente               | Democratici                                                                          | Repubblicani                                | Altri                                                                                  | Deputato eletto                |
| -------------------- | --------- | ------------------------------ | ------------------------------------------------------------------------------------ | ------------------------------------------- | -------------------------------------------------------------------------------------- | ------------------------------ |
| Alabama              | 1         | Jo Bonner (R)                  | Judy McCain Belk - 36,8%                                                             | Jo Bonner - 63,2%                           |                                                                                        | Jo Bonner (R)                  |
| Alabama              | 2         | Terry Everett (R)              | Chuck James - 28,5%                                                                  | Terry Everett - 71,5%                       |                                                                                        | Terry Everett (R)              |
| Alabama              | 3         | Mike Rogers (R)                | Bill Fuller - 38,8%                                                                  | Mike Rogers - 61,2%                         |                                                                                        | Mike Rogers (R)                |
| Alabama              | 4         | Robert Aderholt (R)            | Carl Cole - 25,2%                                                                    | Robert Aderholt - 74,8%                     |                                                                                        | Robert Aderholt (R)            |
| Alabama              | 5         | Robert Cramer (D)              | Robert Cramer - 73,1%                                                                | Gerry Wallace - 26,9%                       |                                                                                        | Robert Cramer (D)              |
| Alabama              | 6         | Spencer Bachus (R)             | -                                                                                    | Spencer Bachus                              |                                                                                        | Spencer Bachus (R)             |
| Alabama              | 7         | Artur Davis (D)                | Artur Davis - 75,0%                                                                  | Steve Cameron - 25,0%                       |                                                                                        | Artur Davis (D)                |
| Alaska               | Unico     | Don Young (R)                  | Thomas Higgins - 22,4%                                                               | Don Young - 71,1%                           | Timothy Feller (V) - 3,8% Alvin Anders (L) - 2,4%                                      | Don Young (R)                  |
| Arizona              | 1         | Rick Renzi (R)                 | Paul Babbitt - 36,2%                                                                 | Rick Renzi - 58,6%                          | John Crockett (L) - 5,2%                                                               | Rick Renzi (R)                 |
| Arizona              | 2         | Trent Franks (R)               | Randy Camacho - 38,4%                                                                | Trent Franks - 59,2%                        | Powell Gamill (L) - 2,4%                                                               | Trent Franks (R)               |
| Arizona              | 3         | John Shadegg (R)               | Mark Yannone - 19,9%                                                                 | John Shadegg - 80,1%                        |                                                                                        | John Shadegg (R)               |
| Arizona              | 4         | Ed Pastor (D)                  | Ed Pastor - 70,1%                                                                    | Don Karg - 25,7%                            | Gary Fallon (L) - 4,2%                                                                 | Ed Pastor (D)                  |
| Arizona              | 5         | John David Hayworth (R)        | Elizabeth Rogers - 38,2%                                                             | J. D. Hayworth - 59,5%                      | Michael Kielsky (L) - 2,3%                                                             | J. D. Hayworth (R)             |
| Arizona              | 6         | Jeff Flake (R)                 | Craig Stritar - 20,6%                                                                | Jeff Flake - 79,4%                          |                                                                                        | Jeff Flake (R)                 |
| Arizona              | 7         | Raúl Grijalva (D)              | Raúl Grijalva - 62,0%                                                                | Joseph D. Sweeney - 33,7%                   | Dave Kaplan (L) - 4,3%                                                                 | Raúl Grijalva (D)              |
| Arizona              | 8         | Jim Kolbe (R)                  | Eva Bacal - 36,2%                                                                    | Jim Kolbe - 60,4%                           | Robert Anderson (L) - 3,4%                                                             | Jim Kolbe (R)                  |
| Arkansas             | 1         | Robert Marion Berry (D)        | Robert Marion Berry - 66,6%                                                          | Vernon Humphrey - 33,4%                     |                                                                                        | Robert Marion Berry (D)        |
| Arkansas             | 2         | Vic Snyder (D)                 | Vic Snyder - 58,2%                                                                   | Marvin Parks - 41,8%                        |                                                                                        | Vic Snyder (D)                 |
| Arkansas             | 3         | John Boozman (R)               | Jan Judy - 38,1%                                                                     | John Boozman - 59,3%                        | Dale Morfey (I) - 2,6%                                                                 | John Boozman (R)               |
| Arkansas             | 4         | Mike Ross (D)                  | Mike Ross                                                                            | -                                           |                                                                                        | Mike Ross (D)                  |
| California           | 1         | Mike Thompson (D)              | Mike Thompson - 67,0%                                                                | Lawrence R. Wiesner - 28,2%                 | Pamela Elizondo (V) - 4,8%                                                             | Mike Thompson (D)              |
| California           | 2         | Wally Herger (R)               | Mike Johnson - 33,1%                                                                 | Wally Herger - 66,9%                        |                                                                                        | Wally Herger (R)               |
| California           | 3         | Doug Ose (R)                   | Gabe Castillo - 34,8%                                                                | Dan Lungren - 62,0%                         | Douglas Arthur Tuma (L) - 3,2%                                                         | Dan Lungren (R)                |
| California           | 4         | John Doolittle (R)             | Dave Winters - 34,6%                                                                 | John Doolittle - 65,4%                      |                                                                                        | John Doolittle (R)             |
| California           | 5         | Bob Matsui (D)                 | Bob Matsui - 71,4%                                                                   | Mike Dugas - 23,4%                          | Pat Driscoll (V) - 3,4% John C. Reiger - 1,8%                                          | Bob Matsui (D)                 |
| California           | 6         | Lynn Woolsey (D)               | Lynn Woolsey - 72,7%                                                                 | Paul L. Erickson - 27,3%                    |                                                                                        | Lynn Woolsey (D)               |
| California           | 7         | George Miller (R)              | George Miller - 76,1%                                                                | Charles R. Hargrave - 23,9%                 |                                                                                        | George Miller (D)              |
| California           | 8         | Nancy Pelosi (D)               | Nancy Pelosi - 83,0%                                                                 | Jennifer DePalma - 11,5%                    | Leilani Dowell - 3,5% Terry Baum (V) - 2,0%                                            | Nancy Pelosi (D)               |
| California           | 9         | Barbara Lee (D)                | Barbara Lee - 84,6%                                                                  | Claudia Bermudez - 12,3%                    | James Eyer (L) - 3,1%                                                                  | Barbara Lee (D)                |
| California           | 10        | Ellen Tauscher (D)             | Ellen Tauscher - 65,8%                                                               | Jeff Ketelson - 34,2%                       |                                                                                        | Ellen Tauscher (D)             |
| California           | 11        | Richard Pombo (R)              | Jerry McNerney - 38,7%                                                               | Richard Pombo - 61,3%                       |                                                                                        | Richard Pombo (R)              |
| California           | 12        | Tom Lantos (D)                 | Tom Lantos - 68,1%                                                                   | Mike Garza - 20,8%                          | Patricia Gray (V) - 9,1% Harland Harrison (L) - 2,0%                                   | Tom Lantos (D)                 |
| California           | 13        | Pete Stark (D)                 | Pete Stark - 71,7%                                                                   | George Bruno - 24,0%                        | Mark Stroberg (L) - 4,3%                                                               | Pete Stark (D)                 |
| California           | 14        | Anna Eshoo (D)                 | Anna Eshoo - 69,8%                                                                   | Chris Haugen - 26,6%                        | Brian Holtz (L) - 3,6%                                                                 | Anna Eshoo (D)                 |
| California           | 15        | Mike Honda (D)                 | Mike Honda - 72,1%                                                                   | Raymond Chukwu - 27,9%                      |                                                                                        | Mike Honda (D)                 |
| California           | 16        | Zoe Lofgren (D)                | Zoe Lofgren - 70,9%                                                                  | Douglas Adams McNea - 26,4%                 | Markus Welch (L) - 2,7%                                                                | Zoe Lofgren (D)                |
| California           | 17        | Sam Farr (D)                   | Sam Farr - 66,8%                                                                     | Mark Risley - 29,2%                         | Ray Glock-Grueneich (V) - 1,7% Joe Williams - 1,2% Joel Smolen (L) - 1,1%              | Sam Farr (D)                   |
| California           | 18        | Dennis Cardoza (D)             | Dennis Cardoza - 67,5%                                                               | Charles Pringle - 32,5%                     |                                                                                        | Dennis Cardoza (D)             |
| California           | 19        | George Radanovich (R)          | James Lex Bufford - 27,2%                                                            | George Radanovich - 66,1%                   | Larry Mullen (V) - 6,7%                                                                | George Radanovich (R)          |
| California           | 20        | Cal Dooley (D)                 | Jim Costa - 53,5%                                                                    | Roy Ashburn - 46,5%                         |                                                                                        | Jim Costa (D)                  |
| California           | 21        | Devin Nunes (R)                | Fred Davis - 26,8%                                                                   | Devin Nunes - 73,2%                         | John Miller (V) - 3,3%                                                                 | Devin Nunes (R)                |
| California           | 22        | Bill Thomas (R)                | -                                                                                    | Bill Thomas                                 |                                                                                        | Bill Thomas (R)                |
| California           | 23        | Lois Capps (D)                 | Lois Capps - 63,1%                                                                   | Don Regan - 34,3%                           | Michael Favorite (L) - 2,6%                                                            | Lois Capps (D)                 |
| California           | 24        | Elton Gallegly (R)             | Brett Wagner - 33,9%                                                                 | Elton Gallegly - 62,9%                      | Stuart Bechman (V) - 3,2%                                                              | Elton Gallegly (R)             |
| California           | 25        | Howard McKeon (R)              | Tim Willoughby - 35,5%                                                               | Howard McKeon - 64,5%                       |                                                                                        | Howard McKeon (R)              |
| California           | 26        | David Dreier (R)               | Cynthia Matthews - 42,8%                                                             | David Dreier - 53,6%                        | Randall Weissbuch (L) - 3,6%                                                           | David Dreier (R)               |
| California           | 27        | Brad Sherman (D)               | Brad Sherman - 62,3%                                                                 | Robert Levy - 33,3%                         | Eric Carter (V) - 4,4%                                                                 | Brad Sherman (D)               |
| California           | 28        | Howard Berman (D)              | Howard Berman - 71,0%                                                                | David Hernandez Jr. - 33,3%                 | Kelley Ross (L) - 5,7%                                                                 | Howard Berman (D)              |
| California           | 29        | Adam Schiff (D)                | Adam Schiff - 64,7%                                                                  | Harry Scolinos - 30,4%                      | Philip Koebel (V) - 2,7% Ted Brown (L) - 2,2%                                          | Adam Schiff (D)                |
| California           | 30        | Henry Waxman (D)               | Henry Waxman - 71,3%                                                                 | Victor Elizalde - 28,7%                     |                                                                                        | Henry Waxman (D)               |
| California           | 31        | Xavier Becerra (D)             | Xavier Becerra - 80,3%                                                               | Luis Vega - 19,7%                           |                                                                                        | Xavier Becerra (D)             |
| California           | 32        | Hilda Solis (D)                | Hilda Solis - 85,1%                                                                  | -                                           | Leland Faegre (L) - 14,9%                                                              | Hilda Solis (D)                |
| California           | 33        | Diane Watson (D)               | Diane Watson - 88,6%                                                                 | -                                           | Robert Weber (L) - 11,4%                                                               | Diane Watson (D)               |
| California           | 34        | Lucille Roybal-Allard (D)      | Lucille Roybal-Allard - 74,5%                                                        | Wayne Miller - 25,5%                        |                                                                                        | Lucille Roybal-Allard (D)      |
| California           | 35        | Maxine Waters (D)              | Maxine Waters - 80,6%                                                                | Ross Moen - 15,1%                           | Gordon Michael Mego - 2,2% Charles Tate (L) - 2,1%                                     | Maxine Waters (D)              |
| California           | 36        | Jane Harman (D)                | Jane Harman - 62,0%                                                                  | Paul P. Whitehead - 33,5%                   | Alice Stek - 2,5% Michael J. Binkley (L) - 2,0%                                        | Jane Harman (D)                |
| California           | 37        | Juanita Millender-McDonald (D) | Juanita Millender-McDonald - 75,1%                                                   | Vernon Van - 20,2%                          | Herb Peters (L) - 4,7%                                                                 | Juanita Millender-McDonald (D) |
| California           | 38        | Grace Napolitano (D)           | Grace Napolitano                                                                     | -                                           |                                                                                        | Grace Napolitano (D)           |
| California           | 39        | Linda Sánchez (D)              | Linda Sánchez - 60,7%                                                                | Tim Escobar - 39,3%                         |                                                                                        | Linda Sánchez (D)              |
| California           | 40        | Ed Royce (R)                   | J. Tilman Williams - 32,0%                                                           | Ed Royce - 68,0%                            |                                                                                        | Ed Royce (R)                   |
| California           | 41        | Jerry Lewis (R)                | Peymon Mottahedeh - 17,0%                                                            | Jerry Lewis - 83,0%                         |                                                                                        | Jerry Lewis (R)                |
| California           | 42        | Gary Miller (R)                | Lewis Myers - 31,8%                                                                  | Gary Miller - 68,2%                         |                                                                                        | Gary Miller (R)                |
| California           | 43        | Joe Baca (D)                   | Joe Baca - 66,4%                                                                     | Ed Laning - 33,6%                           |                                                                                        | Joe Baca (D)                   |
| California           | 44        | Ken Calvert (R)                | Louis Vandenberg - 35,0%                                                             | Ken Calvert - 61,7%                         | Kevin Akin - 3,3%                                                                      | Ken Calvert (R)                |
| California           | 45        | Mary Bono (R)                  | Richard Meyer - 33,3%                                                                | Mary Bono - 66,7%                           |                                                                                        | Mary Bono (R)                  |
| California           | 46        | Dana Rohrabacher (R)           | Jim Brandt - 32,5%                                                                   | Dana Rohrabacher - 62,0%                    | Thomas Lash (V) - 3,7% Keith Gann (L) - 1,8%                                           | Dana Rohrabacher (R)           |
| California           | 47        | Loretta Sanchez (D)            | Loretta Sanchez - 60,4%                                                              | Alexandria Coronado - 39,6%                 |                                                                                        | Loretta Sanchez (D)            |
| California           | 48        | Christopher Cox (R)            | John Graham - 32,2%                                                                  | Christopher Cox - 65,0%                     | John Graham (L) - 2,8%                                                                 | Christopher Cox (R)            |
| California           | 49        | Darrell Issa (R)               | Mike Byron - 34,9%                                                                   | Darrell Issa - 62,6%                        | Lars Grossmith (L) - 2,5%                                                              | Darrell Issa (R)               |
| California           | 50        | Duke Cunningham (R)            | Francine Busby - 36,5%                                                               | Duke Cunningham - 58,5%                     | Gary Waayers (V) - 2,2% Diane Templin - 1,6% Brandon Osborne (L) - 1,2%                | Duke Cunningham (R)            |
| California           | 51        | Bob Filner (D)                 | Bob Filner - 61,7%                                                                   | Mike Giorgino - 35,1%                       | Mike Metti (L) - 3,2%                                                                  | Bob Filner (D)                 |
| California           | 52        | Duncan D. Hunter (R)           | Brian Keliher - 27,6%                                                                | Duncan D. Hunter - 69,2%                    | Michael Benoit (L) - 3,2%                                                              | Duncan D. Hunter (R)           |
| California           | 53        | Susan Davis (D)                | Susan Davis - 66,2%                                                                  | Darin Hunzeker - 28,9%                      | Lawrence Rockwood (V) - 3,3% Adam Van Susteren (L) - 1,6%                              | Susan Davis (D)                |
| Carolina del Nord    | 1         | G. K. Butterfield (D)          | G. K. Butterfield - 64,0%                                                            | Greg Dority - 36,0%                         |                                                                                        | G. K. Butterfield (D)          |
| Carolina del Nord    | 2         | Bob Etheridge (D)              | Bob Etheridge - 62,2%                                                                | Billy Creech - 37,8%                        |                                                                                        | Bob Etheridge (D)              |
| Carolina del Nord    | 3         | Walter Jones (R)               | Roger Eaton - 29,3%                                                                  | Walter Jones - 70,7%                        |                                                                                        | Walter Jones (R)               |
| Carolina del Nord    | 4         | David Price (D)                | David Price - 64,1%                                                                  | Todd Batchelor - 35,9%                      |                                                                                        | David Price (D)                |
| Carolina del Nord    | 5         | Richard Burr (R)               | Jim Harrell Jr. - 41,2%                                                              | Virginia Foxx - 58,8%                       |                                                                                        | Virginia Foxx (R)              |
| Carolina del Nord    | 6         | Howard Coble (R)               | William Jordan - 26,9%                                                               | Howard Coble - 73,1%                        |                                                                                        | Howard Coble (R)               |
| Carolina del Nord    | 7         | Mike McIntyre (D)              | Ken Plonk - 26,8%                                                                    | Mike McIntyre - 73,2%                       |                                                                                        | Mike McIntyre (D)              |
| Carolina del Nord    | 8         | Robin Hayes (R)                | Beth Troutman - 44,5%                                                                | Robin Hayes - 55,5%                         |                                                                                        | Robin Hayes (R)                |
| Carolina del Nord    | 9         | Sue Myrick (R)                 | Jack Flynn - 29,8%                                                                   | Sue Myrick - 70,2%                          |                                                                                        | Sue Myrick (R)                 |
| Carolina del Nord    | 10        | Cass Ballenger (R)             | Anne Fischer - 35,9%                                                                 | Patrick McHenry - 64,1%                     |                                                                                        | Patrick McHenry (R)            |
| Carolina del Nord    | 11        | Charles Taylor (R)             | Patsy Keever - 45,1%                                                                 | Charles Taylor - 54,9%                      |                                                                                        | Charles Taylor (R)             |
| Carolina del Nord    | 12        | Mel Watt (D)                   | Mel Watt - 66,8%                                                                     | Ada Fisher - 33,2%                          |                                                                                        | Mel Watt (D)                   |
| Carolina del Nord    | 13        | Brad Miller (D)                | Brad Miller - 58,8%                                                                  | Virginia Johnson - 41,2%                    |                                                                                        | Brad Miller (D)                |
| Carolina del Sud     | 1         | Henry Brown (R)                | -                                                                                    | Henry Brown - 87,9%                         | James Dunn (V) - 12,1%                                                                 | Henry Brown (R)                |
| Carolina del Sud     | 2         | Joe Wilson (R)                 | Michael Ray Ellisor - 33,3%                                                          | Joe Wilson - 65,1%                          | Steve Lefemine (C) - 1,6%                                                              | Joe Wilson (R)                 |
| Carolina del Sud     | 3         | Gresham Barrett (R)            | -                                                                                    | Gresham Barrett                             |                                                                                        | Gresham Barrett (R)            |
| Carolina del Sud     | 4         | Jim DeMint (R)                 | Brandon Brown - 29,0%                                                                | Bob Inglis - 69,8%                          | C. Faye Walters (V) - 1,2%                                                             | Bob Inglis (R)                 |
| Carolina del Sud     | 5         | John Spratt (D)                | John Spratt - 63,1%                                                                  | Albert Spencer - 36,9%                      |                                                                                        | John Spratt (D)                |
| Carolina del Sud     | 6         | Jim Clyburn (D)                | Jim Clyburn - 67,0%                                                                  | Gary McLeod - 31,2%                         | Altri (C) - 1,7%                                                                       | Jim Clyburn (D)                |
| Colorado             | 1         | Diana DeGette (D)              | Diana DeGette - 73,5%                                                                | Roland Chicas - 24,3%                       | George Lilly (I) - 2,2%                                                                | Diana DeGette (D)              |
| Colorado             | 2         | Mark Udall (D)                 | Mark Udall - 67,2%                                                                   | Stephen Hackman - 30,4%                     | Norman Olsen (L) - 2,4%                                                                | Mark Udall (D)                 |
| Colorado             | 3         | Scott McInnis (R)              | John Salazar - 50,5%                                                                 | Greg Walcher - 46,6%                        | Jim Krug (I) - 2,9%                                                                    | John Salazar (D)               |
| Colorado             | 4         | Marilyn Musgrave (R)           | Stan Matsunaka - 44,8%                                                               | Marilyn Musgrave - 51,0%                    | Bob Kinsey (V) - 4,2%                                                                  | Marilyn Musgrave (R)           |
| Colorado             | 5         | Joel Hefley (R)                | Fred Hardee - 27,0%                                                                  | Joel Hefley - 70,6%                         |                                                                                        | Joel Hefley (R)                |
| Colorado             | 6         | Tom Tancredo (R)               | Joanna Conti - 39,2%                                                                 | Tom Tancredo - 59,7%                        | Jack Woehr (L) - 1,1%                                                                  | Tom Tancredo (R)               |
| Colorado             | 7         | Bob Beauprez (R)               | Dave Thomas - 42,8%                                                                  | Bob Beauprez - 54,7%                        | Clyde Harkins (I) - 2,5%                                                               | Bob Beauprez (R)               |
| Connecticut          | 1         | John Larson (D)                | John Larson - 73,0%                                                                  | John Halstead - 27,0%                       |                                                                                        | John Larson (D)                |
| Connecticut          | 2         | Rob Simmons (R)                | Jim Sullivan - 45,8%                                                                 | Rob Simmons - 54,2%                         |                                                                                        | Rob Simmons (R)                |
| Connecticut          | 3         | Rosa DeLauro (D)               | Rosa DeLauro - 72,4%                                                                 | Richter Elser - 25,0%                       | Ralph Ferrucci (V) - 2,6%                                                              | Rosa DeLauro (D)               |
| Connecticut          | 4         | Chris Shays (R)                | Diane Farrell - 47,6%                                                                | Chris Shays - 52,5%                         |                                                                                        | Chris Shays (R)                |
| Connecticut          | 5         | Nancy Johnson (R)              | Theresa Gerratana - 38,2%                                                            | Nancy Johnson - 59,8%                       | Fernando Ramirez - 1,1% Wildey J. Moore - 0,9%                                         | Nancy Johnson (R)              |
| Dakota del Nord      | Unico     | Earl Pomeroy (D-NPL)           | Earl Pomeroy - 59,6%                                                                 | Duane Sand - 40,4%                          |                                                                                        | Earl Pomeroy (D-NPL)           |
| Dakota del Sud       | Unico     | Stephanie Herseth Sandlin (D)  | Stephanie Herseth Sandlin - 53,4%                                                    | Larry Diedrich - 45,9%                      | Terry Begay (L) - 0,7%                                                                 | Stephanie Herseth Sandlin (D)  |
| Delaware             | Unico     | Mike Castle (R)                | Paul Donnelly - 29,7%                                                                | Mike Castle - 69,1%                         | Maurice J. Barros (I) - 0,7% William E. Norris (L) - 0,5%                              | Mike Castle (R)                |
| Florida              | 1         | Jeff Miller (R)                | Mark Coutu - 23,5%                                                                   | Jeff Miller - 76,5%                         |                                                                                        | Jeff Miller (R)                |
| Florida              | 2         | Allen Boyd (D)                 | Allen Boyd - 61,6%                                                                   | Bev Kilmer - 38,4%                          |                                                                                        | Allen Boyd (D)                 |
| Florida              | 3         | Corrine Brown (D)              | Corrine Brown                                                                        | -                                           |                                                                                        | Corrine Brown (D)              |
| Florida              | 4         | Ander Crenshaw (R)             | -                                                                                    | Ander Crenshaw                              |                                                                                        | Ander Crenshaw (R)             |
| Florida              | 5         | Ginny Brown-Waite (R)          | Robert Whittel - 34,1%                                                               | Ginny Brown-Waite - 65,9%                   |                                                                                        | Ginny Brown-Waite (R)          |
| Florida              | 6         | Cliff Stearns (R)              | Dave Bruderly - 35,6%                                                                | Cliff Stearns - 64,4%                       |                                                                                        | Cliff Stearns (R)              |
| Florida              | 7         | John Mica (R)                  | -                                                                                    | John Mica                                   |                                                                                        | John Mica (R)                  |
| Florida              | 8         | Ric Keller (R)                 | Stephen Murray - 39,5%                                                               | Ric Keller - 60,5%                          |                                                                                        | Ric Keller (R)                 |
| Florida              | 9         | Michael Bilirakis (R)          | -                                                                                    | Gus Bilirakis                               |                                                                                        | Gus Bilirakis (R)              |
| Florida              | 10        | Bill Young (R)                 | Robert Dean Derry - 30,7%                                                            | Bill Young - 69,3%                          |                                                                                        | Bill Young (R)                 |
| Florida              | 11        | Jim Davis (D)                  | Jim Davis - 85,8%                                                                    | -                                           | Robert Johnson (L) - 14,2%                                                             | Jim Davis (D)                  |
| Florida              | 12        | Adam Putnam (R)                | Bob Hagenmeier - 35,1%                                                               | Adam Putnam - 64,9%                         |                                                                                        | Adam Putnam (R)                |
| Florida              | 13        | Katherine Harris (R)           | Jan Schneider - 44,7%                                                                | Katherine Harris - 55,3%                    |                                                                                        | Katherine Harris (R)           |
| Florida              | 14        | Porter Goss (R)                | Robert Neeld - 32,4%                                                                 | Connie Mack IV - 67,6%                      |                                                                                        | Connie Mack IV (R)             |
| Florida              | 15        | Dave Weldon (R)                | Simon Pristoop - 34,6%                                                               | Dave Weldon - 65,4%                         |                                                                                        | Dave Weldon (R)                |
| Florida              | 16        | Mark Foley (R)                 | Jeffrey Jay Fisher - 32,0%                                                           | Mark Foley - 68,0%                          |                                                                                        | Mark Foley (R)                 |
| Florida              | 17        | Kendrick Meek (D)              | -                                                                                    | Kendrick Meek                               |                                                                                        | Kendrick Meek (D)              |
| Florida              | 18        | Ileana Ros-Lehtinen (R)        | Samuel Martin Sheldon - 35,3%                                                        | Ileana Ros-Lehtinen - 64,7%                 |                                                                                        | Ileana Ros-Lehtinen (R)        |
| Florida              | 19        | Robert Wexler (D)              | Robert Wexler                                                                        | -                                           |                                                                                        | Robert Wexler (D)              |
| Florida              | 20        | Peter Deutsch (D)              | Debbie Wasserman Schultz - 70,2%                                                     | Margaret Hostetter - 29,8%                  |                                                                                        | Debbie Wasserman Schultz (D)   |
| Florida              | 21        | Lincoln Díaz-Balart (R)        | -                                                                                    | Lincoln Díaz-Balart - 72,8%                 | Frank Gonzalez (L) - 27,2%                                                             | Lincoln Díaz-Balart (R)        |
| Florida              | 22        | E. Clay Shaw, Jr. (R)          | Jim Stork - 35,4%                                                                    | E. Clay Shaw, Jr. - 62,9%                   | Jack McLain (C) - 1,7%                                                                 | E. Clay Shaw, Jr. (R)          |
| Florida              | 23        | Alcee Hastings (D)             | Alcee Hastings                                                                       | -                                           |                                                                                        | Alcee Hastings (D)             |
| Florida              | 24        | Tom Feeney (R)                 | -                                                                                    | Tom Feeney                                  |                                                                                        | Tom Feeney (R)                 |
| Florida              | 25        | Mario Díaz-Balart (R)          | -                                                                                    | Mario Díaz-Balart                           |                                                                                        | Mario Díaz-Balart (R)          |
| Georgia              | 1         | Jack Kingston (R)              | -                                                                                    | Jack Kingston                               |                                                                                        | Jack Kingston (R)              |
| Georgia              | 2         | Sanford Bishop (D)             | Sanford Bishop - 66,8%                                                               | Dave Eversman - 33,2%                       |                                                                                        | Sanford Bishop (D)             |
| Georgia              | 3         | Jim Marshall (D)               | Jim Marshall - 62,9%                                                                 | Calder Clay - 37,1%                         |                                                                                        | Jim Marshall (D)               |
| Georgia              | 4         | Denise Majette (D)             | Cynthia McKinney - 63,8%                                                             | Catherine Davis - 36,2%                     |                                                                                        | Cynthia McKinney (D)           |
| Georgia              | 5         | John Lewis (D)                 | John Lewis                                                                           | -                                           |                                                                                        | John Lewis (D)                 |
| Georgia              | 6         | Johnny Isakson (R)             | -                                                                                    | Tom Price                                   |                                                                                        | Tom Price (R)                  |
| Georgia              | 7         | John Linder (R)                | -                                                                                    | John Linder                                 |                                                                                        | John Linder (R)                |
| Georgia              | 8         | Mac Collins (R)                | Silvia Delamar - 24,4%                                                               | Lynn Westmoreland - 75,6%                   |                                                                                        | Lynn Westmoreland (R)          |
| Georgia              | 9         | Charlie Norwood                | Bob Ellis - 25,7%                                                                    | Charlie Norwood - 74,6%                     |                                                                                        | Charlie Norwood (R)            |
| Georgia              | 10        | Nathan Deal (R)                | -                                                                                    | Nathan Deal                                 |                                                                                        | Nathan Deal (R)                |
| Georgia              | 11        | Phil Gingrey (R)               | Rick Crawford - 42,6%                                                                | Phil Gingrey - 57,4%                        |                                                                                        | Phil Gingrey (R)               |
| Georgia              | 12        | Max Burns (R)                  | John Barrow - 51,8%                                                                  | Max Burns - 48,2%                           |                                                                                        | John Barrow (D)                |
| Georgia              | 13        | David Scott (D)                | David Scott                                                                          | -                                           |                                                                                        | David Scott (D)                |
| Hawaii               | 1         | Neil Abercrombie (D)           | Neil Abercrombie - 63,0%                                                             | Dalton Tanonaka - 34,0%                     | Elyssa Young (L) - 3,0%                                                                | Neil Abercrombie (D)           |
| Hawaii               | 2         | Ed Case (D)                    | Ed Case - 62,8%                                                                      | Mike Gabbard - 37,2%                        |                                                                                        | Ed Case (D)                    |
| Idaho                | 1         | Butch Otter (R)                | Naomi Preston - 30,5%                                                                | Butch Otter - 69,5%                         |                                                                                        | Butch Otter (R)                |
| Idaho                | 2         | Mike Simpson (R)               | Lin Whitworth - 29,3%                                                                | Mike Simpson - 70,7%                        |                                                                                        | Mike Simpson (R)               |
| Illinois             | 1         | Bobby Rush (D)                 | Bobby Rush - 84,8%                                                                   | Raymond Wardingley - 15,2%                  |                                                                                        | Bobby Rush (D)                 |
| Illinois             | 2         | Jesse Jackson, Jr. (D)         | Jesse Jackson, Jr. - 88,5%                                                           | -                                           | Stephanie Sailor (L) - 11,5%                                                           | Jesse Jackson, Jr. (D)         |
| Illinois             | 3         | Bill Lipinski (D)              | Dan Lipinski - 72,6%                                                                 | Ryan Chlada - 25,7%                         |                                                                                        | Dan Lipinski (D)               |
| Illinois             | 4         | Luis Gutiérrez (D)             | Luis Gutiérrez - 83,7%                                                               | Tony Cisneros - 12,4%                       | Jacob Witmer - 3,9%                                                                    | Luis Gutiérrez (D)             |
| Illinois             | 5         | Rahm Emanuel (D)               | Rahm Emanuel - 76,2%                                                                 | Bruce Best - 23,8%                          |                                                                                        | Rahm Emanuel (D)               |
| Illinois             | 6         | Henry Hyde (R)                 | Christine Cegelis - 44,2%                                                            | Henry Hyde - 55,8%                          |                                                                                        | Henry Hyde (R)                 |
| Illinois             | 7         | Danny Davis (D)                | Danny Davis - 86,1%                                                                  | Antonio Davis-Fairman - 13,9%               |                                                                                        | Danny Davis (D)                |
| Illinois             | 8         | Phil Crane (R)                 | Melissa Bean - 51,7%                                                                 | Phil Crane - 48,3%                          | Bill Scheurer (I) - 5,1%                                                               | Melissa Bean (D)               |
| Illinois             | 9         | Jan Schakowsky (D)             | Jan Schakowsky - 75,7%                                                               | Kurt Eckhardt - 24,3%                       |                                                                                        | Jan Schakowsky (D)             |
| Illinois             | 10        | Mark Kirk (R)                  | Lee Goodman - 35,9%                                                                  | Mark Kirk - 64,1%                           |                                                                                        | Mark Kirk (R)                  |
| Illinois             | 11        | Jerry Weller (R)               | Tari Renner - 41,3%                                                                  | Jerry Weller - 58,7%                        |                                                                                        | Jerry Weller (R)               |
| Illinois             | 12        | Jerry Costello (D)             | Jerry Costello - 69,5%                                                               | Erin Zweigart - 28,8%                       | Walter Steele (L) - 1,7%                                                               | Jerry Costello (D)             |
| Illinois             | 13        | Judy Biggert (R)               | Gloria Andersen - 35,0%                                                              | Judy Biggert - 65,0%                        |                                                                                        | Judy Biggert (R)               |
| Illinois             | 14        | Dennis Hastert (D)             | Ruben K. Zamora - 31,4%                                                              | Dennis Hastert - 68,6%                      |                                                                                        | Dennis Hastert (R)             |
| Illinois             | 15        | Timothy V. Johnson (R)         | David Gill - 38,9%                                                                   | Timothy V. Johnson - 61,1%                  |                                                                                        | Timothy V. Johnson (R)         |
| Illinois             | 16        | Donald Manzullo (R)            | John Kutsch - 30,9%                                                                  | Donald Manzullo - 69,1%                     |                                                                                        | Donald Manzullo (R)            |
| Illinois             | 17        | Lane Evans (D)                 | Lane Evans - 69,7%                                                                   | Andrea Lane Zinga - 30,3%                   |                                                                                        | Lane Evans (D)                 |
| Illinois             | 18        | Ray LaHood (R)                 | Steve Waterworth - 29,8%                                                             | Ray LaHood - 70,2%                          |                                                                                        | Ray LaHood (R)                 |
| Illinois             | 19        | John Shimkus (R)               | Tim Bagwell - 30,6%                                                                  | John Shimkus - 69,4%                        |                                                                                        | John Shimkus (R)               |
| Indiana              | 1         | Pete Visclosky (D)             | Pete Visclosky - 68,3%                                                               | Mark Leyva - 31,7%                          |                                                                                        | Pete Visclosky (D)             |
| Indiana              | 2         | Chris Chocola (R)              | Joe Donnelly - 44,5%                                                                 | Chris Chocola - 54,2%                       | Douglas Barnes (L) - 1,3%                                                              | Chris Chocola (R)              |
| Indiana              | 3         | Mark Souder (R)                | Maria Parra - 30,8%                                                                  | Mark Souder - 69,2%                         |                                                                                        | Mark Souder (R)                |
| Indiana              | 4         | Steve Buyer (R)                | David Sanders - 28,3%                                                                | Steve Buyer - 69,5%                         | Kevin Fleming (L) - 2,2%                                                               | Steve Buyer (R)                |
| Indiana              | 5         | Dan Burton (R)                 | Katherine Fox Carr - 26,0%                                                           | Dan Burton - 71,8%                          | Rick Hodgin (L) - 2,2%                                                                 | Dan Burton (R)                 |
| Indiana              | 6         | Mike Pence (R)                 | Mel Fox - 31,3%                                                                      | Mike Pence - 67,1%                          | Chad Roots (L) - 1,6%                                                                  | Mike Pence (R)                 |
| Indiana              | 7         | Julia Carson (D)               | Julia Carson - 54,3%                                                                 | Andy Horning - 43,7%                        | Barry Campbell (L) - 2,0%                                                              | Julia Carson (D)               |
| Indiana              | 8         | John Hostettler (R)            | Jon Jennings - 44,5%                                                                 | John Hostettler - 53,4%                     | Mark Garvin (L) - 2,1%                                                                 | John Hostettler (R)            |
| Indiana              | 9         | Baron Hill (D)                 | Baron Hill - 49,0%                                                                   | Mike Sodrel - 49,4%                         | Al Cox (L) - 1,6%                                                                      | Mike Sodrel (R)                |
| Iowa                 | 1         | Jim Nussle (R)                 | Bill Gluba - 43,3%                                                                   | Jim Nussle - 55,2%                          | Mark Nelson (L) - 0,9% Denny Heath (I) - 0,6%                                          | Jim Nussle (R)                 |
| Iowa                 | 2         | Jim Leach (R)                  | Dave Franker - 39,2%                                                                 | Jim Leach - 58,9%                           |                                                                                        | Jim Leach (R)                  |
| Iowa                 | 3         | Leonard Boswell (D)            | Leonard Boswell - 55,2%                                                              | Stan Thompson - 44,8%                       |                                                                                        | Leonard Boswell (D)            |
| Iowa                 | 4         | Tom Latham (R)                 | Paul Johnson - 39,1%                                                                 | Tom Latham - 60,9%                          |                                                                                        | Tom Latham (R)                 |
| Iowa                 | 5         | Steve King (R)                 | Joyce Schulte - 36,6%                                                                | Steve King - 63,4%                          |                                                                                        | Steve King (R)                 |
| Kansas               | 1         | Jerry Moran (R)                | -                                                                                    | Jerry Moran - 90,7%                         | Jack Warner (L) - 9,2%                                                                 | Jerry Moran (R)                |
| Kansas               | 2         | Jim Ryun (R)                   | Nancy Boyda - 41,2%                                                                  | Jim Ryun - 56,1%                            | Dennis Hawver (L) - 2,5%                                                               | Jim Ryun (R)                   |
| Kansas               | 3         | Dennis Moore (D)               | Dennis Moore - 54,8%                                                                 | Kris Kobach - 43,3%                         | Joe Bellis (L) - 0,9% Richard Wells - 0,8%                                             | Dennis Moore (D)               |
| Kansas               | 4         | Todd Tiahrt (R)                | Garth McGinn - 33,8%                                                                 | Todd Tiahrt - 63,7%                         | Joy Holt - 2,5%                                                                        | Todd Tiahrt (R)                |
| Kentucky             | 1         | Ed Whitfield (R)               | Billy Cartwright - 32,6%                                                             | Ed Whitfield - 67,4%                        |                                                                                        | Ed Whitfield (R)               |
| Kentucky             | 2         | Ron Lewis (R)                  | Adam Smith - 32,1%                                                                   | Ron Lewis - 67,9%                           |                                                                                        | Ron Lewis (R)                  |
| Kentucky             | 3         | Anne Northup (R)               | Tony Miller - 37,8%                                                                  | Anne Northup - 60,2%                        | George Dick (L) - 1,9%                                                                 | Anne Northup (R)               |
| Kentucky             | 4         | Ken Lucas (D)                  | Nick Clooney - 43,9%                                                                 | Geoff Davis - 54,4%                         | Michael Slider (I) - 1,7%                                                              | Geoff Davis (R)                |
| Kentucky             | 5         | Hal Rogers (R)                 | -                                                                                    | Hal Rogers                                  |                                                                                        | Hal Rogers (R)                 |
| Kentucky             | 6         | Ben Chandler (D)               | Ben Chandler - 58,6%                                                                 | Tom Buford - 40,0%                          | Stacy Abner (C) - 0,8% Mark Gailey (L) - 0,6%                                          | Ben Chandler (D)               |
| Louisiana            | 1         | David Vitter (R)               | Roy Armstrong - 6,7% Vinny Mendoza - 4,4% Daniel Zimmerman - 4,2% Jerry Watts - 3,5% | Bobby Jindal - 78,4% Mike Rogers - 2,8%     |                                                                                        | Bobby Jindal (R)               |
| Louisiana            | 2         | William J. Jefferson (D)       | William Jefferson - 79,0%                                                            | Art Schwertz - 21,0%                        |                                                                                        | William J. Jefferson (D)       |
| Louisiana            | 3         | Billy Tauzin (R)               | Charlie Melançon - 50,25%                                                            | Billy Tauzin - 49,75%                       | James Lee Blake (L) - 1,6%                                                             | Charlie Melançon (D)           |
| Louisiana            | 4         | Jim McCrery (R)                | -                                                                                    | Jim McCrery                                 |                                                                                        | Jim McCrery (R)                |
| Louisiana            | 5         | Rodney Alexander (R)           | Tisa Blakes - 24,6%                                                                  | Rodney Alexander - 59,4% Jock Scott - 16,0% |                                                                                        | Rodney Alexander (R)           |
| Louisiana            | 6         | Richard Baker (R)              | Rufus Craig Jr. - 19,4% Scott Galmon - 8,4%                                          | Richard Baker - 72,2%                       | Richard Fontanesi (L) - 18,2%                                                          | Richard Baker (R)              |
| Louisiana            | 7         | Chris John (D)                 | Willie Mount - 45,0%                                                                 | Charles Boustany - 55,0%                    |                                                                                        | Charles Boustany (R)           |
| Maine                | 1         | Tom Allen (D)                  | Tom Allen - 59,7%                                                                    | Charlie Summers - 40,3%                     |                                                                                        | Tom Allen (D)                  |
| Maine                | 2         | Mike Michaud (D)               | Mike Michaud - 58,0%                                                                 | Brian Hamel - 39,5%                         | Carl Cooley (I) - 2,5%                                                                 | Mike Michaud (D)               |
| Maryland             | 1         | Wayne Gilchrest (R)            | Kostas Alexakis - 24,1%                                                              | Wayne Gilchrest - 75,9%                     |                                                                                        | Wayne Gilchrest (R)            |
| Maryland             | 2         | Dutch Ruppersberger (D)        | Dutch Ruppersberger - 66,7%                                                          | Jane Brooks - 30,7%                         | Keith Salkowski (V) - 2,6%                                                             | Dutch Ruppersberger (D)        |
| Maryland             | 3         | Ben Cardin (D)                 | Ben Cardin - 63,4%                                                                   | Robert Duckworth - 33,8%                    | Patsy Allen (V) - 2,8%                                                                 | Ben Cardin (D)                 |
| Maryland             | 4         | Albert Wynn (D)                | Albert Wynn - 75,2%                                                                  | John McKinnis - 20,2%                       | Theresa Dudley (V) - 4,6%                                                              | Donna Edwards (D)              |
| Maryland             | 5         | Steny Hoyer (D)                | Steny Hoyer - 68,7%                                                                  | Brad Jewitt - 29,3%                         | Bob Auerbach (V) - 1,4% Steven Krukar (C) - 0,6%                                       | Steny Hoyer (D)                |
| Maryland             | 6         | Roscoe Bartlett (R)            | Kenneth Bosley - 29,4%                                                               | Roscoe Bartlett - 67,5%                     | Gregory Hemingway (V) - 3,1%                                                           | Roscoe Bartlett (R)            |
| Maryland             | 7         | Elijah Cummings (D)            | Elijah Cummings - 73,4%                                                              | Tony Salazar - 24,6%                        | Virginia Rodino (V) - 2,0%                                                             | Elijah Cummings (D)            |
| Maryland             | 8         | Chris Van Hollen (D)           | Chris Van Hollen - 74,9%                                                             | Chuck Floyd - 25,1%                         |                                                                                        | Chris Van Hollen (D)           |
| Massachusetts        | 1         | John Olver (D)                 | John Olver                                                                           | -                                           |                                                                                        | John Olver (D)                 |
| Massachusetts        | 2         | Richard Neal (D)               | Richard Neal                                                                         | -                                           |                                                                                        | Richard Neal (D)               |
| Massachusetts        | 3         | Jim McGovern (D)               | Jim McGovern - 70,5%                                                                 | Ron Crews - 29,5%                           |                                                                                        | Jim McGovern (D)               |
| Massachusetts        | 4         | Barney Frank (D)               | Barney Frank - 77,9%                                                                 | -                                           | Chuck Morse (I) - 22,1%                                                                | Barney Frank (D)               |
| Massachusetts        | 5         | Marty Meehan (D)               | Marty Meehan - 67,1%                                                                 | Thomas P. Tierney - 32,9%                   |                                                                                        | Marty Meehan (D)               |
| Massachusetts        | 6         | John Tierney (D)               | John Tierney - 70,0%                                                                 | Steve O'Malley - 30,0%                      |                                                                                        | John Tierney (D)               |
| Massachusetts        | 7         | Ed Markey (D)                  | Ed Markey - 73,6%                                                                    | Kenneth Chase - 22,0%                       | Jim Hall (I) - 4,4%                                                                    | Ed Markey (D)                  |
| Massachusetts        | 8         | Mike Capuano (D)               | Mike Capuano                                                                         | -                                           |                                                                                        | Mike Capauano (D)              |
| Massachusetts        | 9         | Stephen Lynch (D)              | Stephen Lynch                                                                        | -                                           |                                                                                        | Stephen Lynch (D)              |
| Massachusetts        | 10        | Bill Delahunt (D)              | Bill Delahunt - 65,9%                                                                | Mike Jones - 34,1%                          |                                                                                        | Bill Delahunt (D)              |
| Michigan             | 1         | Bart Stupak (D)                | Bart Stupak - 65,6%                                                                  | Don Hooper - 32,7%                          | David Newland (V) - 1,0% John W. Loosemore (L) - 0,7%                                  | Bart Stupak (D)                |
| Michigan             | 2         | Pete Hoekstra (R)              | Kimon Kotos - 28,9%                                                                  | Pete Hoekstra - 69,3%                       | Steven Van Til (L) - 0,9% Ronald E. Graeser - 0,8%                                     | Pete Hoekstra (R)              |
| Michigan             | 3         | Vern Ehlers (R)                | Peter H. Hickey - 31,5%                                                              | Vern Ehlers - 66,6%                         | Warren Adams (L) - 1,1% Marcel J. Sales - 0,8%                                         | Vern Ehlers (R)                |
| Michigan             | 4         | David Lee Camp (R)             | Mike Huckleberry - 34,8%                                                             | David Lee Camp - 64,3%                      | Albert Chia Jr. (L) - 0,9%                                                             | David Lee Camp (R)             |
| Michigan             | 5         | Dan Kildee (D)                 | Dan Kildee - 67,2%                                                                   | Myrah Kirkwood - 31,3%                      | Harley Mikkelson (V) - 0,8% Clint Foster (L) - 0,7%                                    | Dan Kildee (D)                 |
| Michigan             | 6         | Fred Upton (R)                 | Scott Elliott - 32,4%                                                                | Fred Upton - 65,3%                          | Randall MacPhee (V) - 0,8% Erwin J. Haas (L) - 0,8% W. Dennis FitzSimons - 0,7%        | Fred Upton (R)                 |
| Michigan             | 7         | Nick Smith (R)                 | Sharon Marie Renier - 36,3%                                                          | Joe Schwarz - 58,4%                         | David Horn - 3,0% Jason Seagraves (V) - 1,3% Kenneth L. Proctor (L) - 1,0%             | Joe Schwarz (R)                |
| Michigan             | 8         | Mike Rogers (R)                | Robert D. Alexander - 36,9%                                                          | Mike Rogers - 61,1%                         | Will Tyler White (L) - 1,0% John Mangopoulos - 1,0%                                    | Mike Rogers (R)                |
| Michigan             | 9         | Joe Knollenberg (R)            | Steven W. Reifman - 39,5%                                                            | Joe Knollenberg - 58,5%                     | Robert W. Schubring (L) - 2,0%                                                         | Joe Knollenberg (R)            |
| Michigan             | 10        | Candice Miller (R)             | Rob Casey - 29,5%                                                                    | Candice Miller - 68,6%                      | Phoebe A. Basso (L) - 1,2% Anthony America (I) - 0,7%                                  | Candice Miller (R)             |
| Michigan             | 11        | Thad McCotter (R)              | Phillip S. Truran - 41,0%                                                            | Thad McCotter - 57,0%                       | Charles L. Basso Jr. (L) - 2,0%                                                        | Thad McCotter (R)              |
| Michigan             | 12        | Sander Levin (D)               | Sander Levin - 69,3%                                                                 | Randell J. Shafer - 29,0%                   | Dick Gach (L) - 1,7%                                                                   | Sander Levin (D)               |
| Michigan             | 13        | Carolyn Cheeks Kilpatrick (D)  | Carolyn Cheeks Kilpatrick - 78,2%                                                    | Cynthia Cassell - 18,5%                     | Thomas Levigne (V) - 1,9% Eric Gordon (L) - 1,4%                                       | Carolyn Cheeks Kilpatrick (D)  |
| Michigan             | 14        | John Conyers (D)               | John Conyers - 83,9%                                                                 | Veronica Pedraza - 13,8%                    | Michael L. Donahue (L) - 0,9% Lisa Weltman (V) - 0,9% Wilbert Sears - 0,5%             | John Conyers (D)               |
| Michigan             | 15        | John Dingell (D)               | John Dingell - 70,9%                                                                 | Dawn Anne Reamer - 26,6%                    | Gregory Scott Stempfle (L) - 1,1% Mike Eller - 0,8% Jerome S. White (I) - 0,6%         | John Conyers (D)               |
| Minnesota            | 1         | Gil Gutknecht (R)              | Leigh Pomeroy - 35,5%                                                                | Gil Gutknecht - 59,6%                       | Gregory Mikkelson (I) - 4,8%                                                           | Gil Gutknecht (R)              |
| Minnesota            | 2         | John Kline (R)                 | Teresa Daly - 40,3%                                                                  | John Kline - 56,4%                          | Doug Williams (I) - 3,2%                                                               | John Kline (R)                 |
| Minnesota            | 3         | Jim Ramstad (R)                | Deborah Watts - 35,3%                                                                | Jim Ramstad - 64,6%                         |                                                                                        | Jim Ramstad (R)                |
| Minnesota            | 4         | Betty McCollum (DFL)           | Betty McCollum - 57,5%                                                               | Patrice Bataglia - 33,2%                    | Peter Vento (I) - 9,2%                                                                 | Betty McCollum (DFL)           |
| Minnesota            | 5         | Martin Olav Sabo (DFL)         | Martin Olav Sabo - 69,7%                                                             | Daniel Mathias - 24,4%                      | Jay Pond (V) - 5,7%                                                                    | Martin Olav Sabo (DFL)         |
| Minnesota            | 6         | Mark Kennedy (R)               | Patty Wetterling - 45,9%                                                             | Mark Kennedy - 54,0%                        |                                                                                        | Mark Kennedy (R)               |
| Minnesota            | 7         | Collin Peterson (DFL)          | Collin Peterson - 66,1%                                                              | David Sturrock - 23,8%                      |                                                                                        | Collin Peterson (DFL)          |
| Minnesota            | 8         | Jim Oberstar (DFL)             | Jim Oberstar - 65,2%                                                                 | Mark Groettum - 32,2%                       | Van Presley (V) - 2,6%                                                                 | Jim Oberstar (DFL)             |
| Mississippi          | 1         | Roger Wicker (R)               | -                                                                                    | Roger Wicker - 79,0%                        | Barbara Dale Washer - 21,0%                                                            | Roger Wicker (R)               |
| Mississippi          | 2         | Bennie Thompson (D)            | Bennie Thompson - 58,4%                                                              | Clinton LeSueur - 40,6%                     | Shawn O'Hara - 1,0%                                                                    | Bennie Thompson (D)            |
| Mississippi          | 3         | Chip Pickering (R)             | -                                                                                    | Chip Pickering - 80,0%                      | Jim Giles (I) - 13,8% Lamonica L. McGee - 6,2%                                         | Chip Pickering (R)             |
| Mississippi          | 4         | Gene Taylor (D)                | Gene Taylor - 64,2%                                                                  | Mike Lott - 34,5%                           | Tracella Hill - 1,3%                                                                   | Gene Taylor (D)                |
| Missouri             | 1         | Lacy Clay (D)                  | Lacy Clay - 75,3%                                                                    | Leslie L. Farr II - 22,8%                   | Terry Chadwick (L) - 1,4% Robert Rehbein (C) - 0,5%                                    | Lacy Clay (D)                  |
| Missouri             | 2         | Todd Akin (R)                  | George D. Weber - 33,0%                                                              | Todd Akin - 65,4%                           | Darla Maloney (L) - 1,4% David Leefe (C) - 0,3%                                        | Todd Akin (R)                  |
| Missouri             | 3         | Dick Gephardt (D)              | Russ Carnahan - 52,9%                                                                | Bill Federer - 45,1%                        | Kevin C. Babcock (L) - 1,6% William Renaud (C) - 0,4%                                  | Russ Carnahan (D)              |
| Missouri             | 4         | Ike Skelton (D)                | Ike Skelton - 66,2%                                                                  | Jim Noland - 32,4%                          | Bill Lower (L) - 1,0% Raymond Lister (C) - 0,4%                                        | Ike Skelton (D)                |
| Missouri             | 5         | Emanuel Cleaver (D)            | Emanuel Cleaver - 55,2%                                                              | Jeanne Patterson - 42,1%                    | Rick Bailie (L) - 2,0% Darin Rodenberg (C) - 0,7%                                      | Emanuel Cleaver (D)            |
| Missouri             | 6         | Sam Graves (R)                 | Charles S. Broomfield - 34,8%                                                        | Sam Graves - 63,8%                          | Erik Buck (L) - 1,4%                                                                   | Sam Graves (R)                 |
| Missouri             | 7         | Roy Blunt (R)                  | Jim Newberry - 28,3%                                                                 | Roy Blunt - 70,4%                           | Kevin Craig (L) - 0,9% Steve Alger (C) - 0,3%                                          | Roy Blunt (R)                  |
| Missouri             | 8         | Jo Ann Emerson (R)             | Dean Henderson - 26,6%                                                               | Jo Ann Emerson - 72,2%                      | Stan Cuff (L) - 0,7% Leonard Davidson (C) - 0,5%                                       | Jo Ann Emerson (R)             |
| Missouri             | 9         | Kenny Hulshof (R)              | Linda Jacobsen - 33,8%                                                               | Kenny Hulshof - 64,6%                       | Tamara A. Millay (L) - 1,1% Chris Earl (C) - 0,5%                                      | Kenny Hulshof (R)              |
| Montana              | Unico     | Denny Rehberg (R)              | Tracy Velazquez - 32,8%                                                              | Denny Rehberg - 64,4%                       | Mike Fellows (L) - 2,8%                                                                | Denny Rehberg (R)              |
| Nebraska             | 1         | Doug Bereuter (R)              | Matt Connealy - 43,0%                                                                | Jeff Fortenberry - 54,2%                    | Steve Larrick (V) - 2,8%                                                               | Jeff Fortenberry (R)           |
| Nebraska             | 2         | Lee Terry (R)                  | Nancy Thompson - 36,1%                                                               | Lee Terry - 61,1%                           | Jack Graziano (L) - 1,9% Dante Salvatierra (V) - 0,9%                                  | Lee Terry (R)                  |
| Nebraska             | 3         | Tom Osborne (R)                | Donna Anderson - 10,5%                                                               | Tom Osborne - 87,5%                         | Joseph Rosberg 1,4% Roy Guisinger (V) - 0,6%                                           | Tom Osborne (R)                |
| Nevada               | 1         | Shelley Berkley (D)            | Shelley Berkley - 66,0%                                                              | Russ Mickelson - 31,1%                      | Jim Duensing (L) - 2,9%                                                                | Shelley Berkley (D)            |
| Nevada               | 2         | Jim Gibbons (R)                | Angie Cochran - 28,9%                                                                | Jim Gibbons - 66,5%                         | Janine Hansen (I) - 3,6% Brendan Trainor (L) - 1,7%                                    | Jim Gibbons (R)                |
| Nevada               | 3         | Jon Porter (R)                 | Tom Gallagher - 40,4%                                                                | Jon Porter - 54,5%                          | Joseph Silvestri (L) - 3,1% Richard O'Dell (I) - 2,0%                                  | Jon Porter (R)                 |
| New Hampshire        | 1         | Jeb Bradley (R)                | Justin Nadeau - 36,6%                                                                | Jeb Bradley - 63,4%                         |                                                                                        | Jeb Bradley (R)                |
| New Hampshire        | 2         | Charles Bass (R)               | Paul Hodes - 38,2%                                                                   | Charles Bass - 58,3%                        | Richard Kahn (L) - 3,5%                                                                | Charles Bass (R)               |
| New Jersey           | 1         | Rob Andrews (D)                | Rob Andrews - 75,0%                                                                  | John Cusack - 24,7%                         | Arturo Croce (I) - 0,3%                                                                | Rob Andrews (D)                |
| New Jersey           | 2         | Frank LoBiondo (R)             | Timothy Robb - 32,7%                                                                 | Frank LoBiondo - 65,1%                      | Altri - 2,2%                                                                           | Frank LoBiondo (R)             |
| New Jersey           | 3         | Jim Saxton (R)                 | Herb Conaway - 34,7%                                                                 | Rich Sexton - 63,4%                         | Ed Forchion (I) - 1,6% Frank Orland (L) - 0,3%                                         | Rich Sexton (R)                |
| New Jersey           | 4         | Chris Smith (R)                | Amy Vasquez - 32,3%                                                                  | Chris Smith - 67,0%                         | Richard Edgar (L) - 0,7%                                                               | Chris Smith (R)                |
| New Jersey           | 5         | Scott Garrett (R)              | Dorothea Wolfe - 41,1%                                                               | Scott Garrett - 57,6%                       | Victor Kaplan (L) - 0,6% Thomas Phelan - 0,5% Gregory Pason - 0,2%                     | Scott Garrett (R)              |
| New Jersey           | 6         | Frank Pallone (D)              | Frank Pallone - 66,9%                                                                | Sylvester Fernandez - 30,8%                 | Virginia Flynn (L) 1,2% Mac Dara Lyden (I) - 1,0%                                      | Frank Pallone (D)              |
| New Jersey           | 7         | Mike Ferguson (R)              | Steve Brozak - 41,7%                                                                 | Mike Ferguson - 56,9%                       | Thomas Abrams (L) - 0,7% Matthew Williams (I) - 0,7%                                   | Mike Ferguson (R)              |
| New Jersey           | 8         | Bill Pascrell                  | Bill Pascrell - 69,5%                                                                | George Ajjan - 28,7%                        | Joseph Fortunato (V) - 1,8%                                                            | Bill Pascrell (D)              |
| New Jersey           | 9         | Steve Rothman (D)              | Steve Rothman - 67,5%                                                                | Ed Trawinski - 31,7%                        | David Daly (L) - 0,8%                                                                  | Steve Rothman (D)              |
| New Jersey           | 10        | Donald M. Payne (D)            | Donald M. Payne - 96,9%                                                              | -                                           | Toy-Ling Washington (V) - 1,8% Sara Lobman (I) - 1,3%                                  | Donald M. Payne (D)            |
| New Jersey           | 11        | Rodney Frelinghuysen (R)       | James Buell - 31,0%                                                                  | Rodney Frelinghuysen - 67,9%                | John Mele (I) - 0,6% Austin Lett (L) - 0,5%                                            | Rodney Frelinghuysen (R)       |
| New Jersey           | 12        | Rush D. Holt, Jr. (D)          | Rush D. Holt, Jr. - 59,3%                                                            | Bill Spadea - 39,7%                         | Ken Chazotte (L) - 0,5% Daryl Brooks (V) - 0,5%                                        | Rush D. Holt, Jr. (D)          |
| New Jersey           | 13        | Bob Menendez (D)               | Bob Menendez - 75,8%                                                                 | Richard Piatkowski - 22,1%                  | Altri - 2,1%                                                                           | Bob Menendez (D)               |
| New York             | 1         | Tim Bishop (D)                 | Tim Bishop - 56,2%                                                                   | Bill Manger - 43,8%                         |                                                                                        | Tim Bishop (D)                 |
| New York             | 2         | Steve Israel (D)               | Steve Israel - 66,6%                                                                 | Richard A. Hoffman - 33,4%                  |                                                                                        | Steve Israel (D)               |
| New York             | 3         | Peter T. King (R)              | Blair Mathies - 37,0%                                                                | Peter T. King - 63,0%                       |                                                                                        | Peter T. King (R)              |
| New York             | 4         | Carolyn McCarthy (D)           | Carolyn McCarthy - 63,0%                                                             | James Garner - 37,0%                        |                                                                                        | Carolyn McCarthy (D)           |
| New York             | 5         | Gary Ackerman (D)              | Gary Ackerman -71,3%                                                                 | Stephen Graves - 27,9%                      | Jun Policarpio (I) - 0,7%                                                              | Gary Ackerman (D)              |
| New York             | 6         | Gregory Meeks (D)              | Gregory Meeks                                                                        | -                                           |                                                                                        | Gregory Meeks (D)              |
| New York             | 7         | Joseph Crowley (D)             | Joe Crowley - 80,9%                                                                  | Joseph Cinquemain - 19,1%                   |                                                                                        | Joe Crowley (D)                |
| New York             | 8         | Jerry Nadler (D)               | Jerry Nadler - 80,5%                                                                 | Peter Hort - 19,5%                          |                                                                                        | Jerry Nadler (D)               |
| New York             | 9         | Anthony Weiner (D)             | Anthony Weiner - 71,3%                                                               | Gerald J. Cronin - 28,7%                    |                                                                                        | Anthony Weiner (D)             |
| New York             | 10        | Edolphus Towns (D)             | Edolphus Towns - 91,5%                                                               | Harvey R. Clarke - 7,5%                     | Mariana Blume (C) - 1,0%                                                               | Edolphus Towns (D)             |
| New York             | 11        | Major Owens (D)                | Major Owens - 94,0%                                                                  | -                                           | Sol Lieberman (C) - 3,1% Lorraine Stevens (I) - 2,9%                                   | Major Owens (D)                |
| New York             | 12        | Nydia Velázquez (D)            | Nydia Velázquez - 86,3%                                                              | Paul A. Rodriguez - 13,7%                   |                                                                                        | Nydia Velázquez (D)            |
| New York             | 13        | Vito Fossella (R)              | Frank Barbaro - 41,0%                                                                | Vito Fossella - 59,0%                       |                                                                                        | Vito Fossella (R)              |
| New York             | 14        | Carolyn B. Maloney (D)         | Carolyn Maloney - 81,1%                                                              | Anton Srdanovic - 18,9%                     |                                                                                        | Carolyn Maloney (D)            |
| New York             | 15        | Charles Rangel (D)             | Charles Rangel - 91,1%                                                               | Kenneth P. Jefferson Jr. - 7,0%             | Jessie A. Fields (I) - 1,9%                                                            | Charles Rangel (D)             |
| New York             | 16        | José Serrano (D)               | José Serrano - 95,2%                                                                 | Ali Mohamed - 4,8%                          |                                                                                        | José Serrano (D)               |
| New York             | 17        | Eliot Engel (D)                | Eliot Engel - 76,1%                                                                  | Matthew I. Brennan - 22,0%                  | Kevin Brawley (C) - 1,9%                                                               | Eliot Engel (D)                |
| New York             | 18        | Nita Lowey (D)                 | Nita Lowey - 69,8%                                                                   | Richard A. Hoffman - 30,2%                  |                                                                                        | Nita Lowey (D)                 |
| New York             | 19        | Sue Kelly (R)                  | Michael Jalamin - 30,3%                                                              | Sue Kelly - 66,7%                           |                                                                                        | Sue Kelly (R)                  |
| New York             | 20        | John E. Sweeney (R)            | Doris F. Kelly - 33,7%                                                               | John E. Sweeney - 65,8%                     | Morris N. Guller (I) - 0,5%                                                            | John E. Sweeney (R)            |
| New York             | 21        | Michael McNulty (D)            | Michael McNulty - 70,8%                                                              | Warren Redlich - 29,2%                      |                                                                                        | Michael McNulty (D)            |
| New York             | 22        | Maurice Hinchey (D)            | Maurice Hinchey - 67,2%                                                              | William Brenner - 32,8%                     |                                                                                        | Maurice Hinchey (D)            |
| New York             | 23        | John McHugh (R)                | Robert J. Johnson - 29,3%                                                            | John McHugh - 70,7%                         |                                                                                        | John McHugh (R)                |
| New York             | 24        | Sherwood Boehlert (R)          | Jeffrey A. Miller - 33,9%                                                            | Sherwood Boehlert - 56,9%                   | David L. Walrath (C) - 9,2%                                                            | Sherwood Boehlert (R)          |
| New York             | 25        | James T. Walsh (R)             | Christina Rosetti - 9,6%                                                             | James T. Walsh - 90,4%                      |                                                                                        | James T. Walsh (R)             |
| New York             | 26        | Thomas M. Reynolds (R)         | Jack Davis - 44,4%                                                                   | Thomas M. Reynolds - 55,6%                  |                                                                                        | Thomas M. Reynolds (R)         |
| New York             | 27        | Jack Quinn (R)                 | Brian Higgins - 50,7%                                                                | Nancy Naples - 49,3%                        |                                                                                        | Brian Higgins (D)              |
| New York             | 28        | Louise Slaughter (D)           | Louise Slaughter - 72,6%                                                             | Mike Laba - 24,8%                           | Francina Joyce Cartonia (I) - 2,6%                                                     | Louise Slaughter (D)           |
| New York             | 29        | Amo Houghton (R)               | Samara Barend - 40,8%                                                                | Randy Kuhl - 50,7%                          | Mark Assini (C) - 6,4% John Ciampioli (I) - 2,1%                                       | Randy Kuhl (R)                 |
| Nuovo Messico        | 1         | Heather Wilson (R)             | Richard Romero - 45,6%                                                               | Heather Wilson - 54,4%                      |                                                                                        | Heather Wilson (R)             |
| Nuovo Messico        | 2         | Steve Pearce (R)               | Gary King - 39,8%                                                                    | Steve Pearce - 60,2%                        |                                                                                        | Steve Pearce (R)               |
| Nuovo Messico        | 3         | Tom Udall (D)                  | Tom Udall - 68,7%                                                                    | Gregory Tucker - 31,3%                      |                                                                                        | Tom Udall (D)                  |
| Ohio                 | 1         | Steve Chabot (R)               | Greg Harris - 40,1%                                                                  | Steve Chabot - 59,8%                        |                                                                                        | Steve Chabot (R)               |
| Ohio                 | 2         | Rob Portman (R)                | Charles W. Sanders - 28,3%                                                           | Rob Portman - 71,7%                         |                                                                                        | Rob Portman (R)                |
| Ohio                 | 3         | Mike Turner (R)                | L. Jane Mitakides - 37,7%                                                            | Mike Turner - 62,3%                         |                                                                                        | Mike Turner (R)                |
| Ohio                 | 4         | Mike Oxley (R)                 | Ben Konop - 41,4%                                                                    | Mike Oxley - 58,6%                          |                                                                                        | Mike Oxley (R)                 |
| Ohio                 | 5         | Paul Gillmor (R)               | Robin Weirauch - 32,9%                                                               | Paul Gillmor - 67,1%                        |                                                                                        | Paul Gillmor (R)               |
| Ohio                 | 6         | Ted Strickland (D)             | Ted Strickland                                                                       | -                                           |                                                                                        | Ted Strickland (D)             |
| Ohio                 | 7         | Dave Hobson (R)                | Kara Anastasio - 35,0%                                                               | Dave Hobson - 65,0%                         |                                                                                        | Dave Hobson (R)                |
| Ohio                 | 8         | John Boehner (R)               | Jeff Hardenbrook - 31,0%                                                             | John Boehner - 69,0%                        |                                                                                        | Warren Davidson (R)            |
| Ohio                 | 9         | Marcy Kaptur (D)               | Marcy Kaptur - 68,1%                                                                 | Larry A. Kaczala - 31,9%                    |                                                                                        | Marcy Kaptur (D)               |
| Ohio                 | 10        | Dennis Kucinich (D)            | Dennis Kucinich - 60,0%                                                              | Edward F. Herman - 33,6%                    | Barbara Anne Ferris (I) - 6,4%                                                         | Dennis Kucinich (D)            |
| Ohio                 | 11        | Stephanie Tubbs Jones (D)      | Stephanie Tubbs Jones                                                                | -                                           |                                                                                        | Stephanie Tubbs Jones (D)      |
| Ohio                 | 12        | Pat Tiberi (R)                 | Edward S. Brown - 38,0%                                                              | Pat Tiberi - 62,0%                          |                                                                                        | Pat Tiberi (R)                 |
| Ohio                 | 13        | Sherrod Brown (D)              | Sherrod Brown - 67,4%                                                                | Robert Lucas - 32,6%                        |                                                                                        | Sherrod Brown (D)              |
| Ohio                 | 14        | Steve LaTourette (R)           | Capri S. Cafaro - 37,2%                                                              | Steve LaTourette - 62,8%                    | Werner Lange (I) - 3,4%                                                                | Steve LaTourette (R)           |
| Ohio                 | 15        | Deborah Pryce (R)              | Mark P. Brown - 40,0%                                                                | Deborah Pryce - 60,0%                       |                                                                                        | Deborah Pryce (R)              |
| Ohio                 | 16        | Ralph Regula (R)               | Jeff Seemann - 33,4%                                                                 | Ralph Regula - 66,6%                        |                                                                                        | Ralph Regula (R)               |
| Ohio                 | 17        | Tim Ryan (D)                   | Tim Ryan - 77,2%                                                                     | Frank V. Cusimano - 22,8%                   |                                                                                        | Tim Ryan (D)                   |
| Ohio                 | 18        | Bob Ney (R)                    | Brian R. Thomas - 33,8%                                                              | Bob Ney - 66,2%                             |                                                                                        | Bob Ney (R)                    |
| Oklahoma             | 1         | John Alfred Sullivan (R)       | Doug Dodd - 37,5%                                                                    | John Alfred Sullivan - 60,2%                | John Krymski (I) - 2,3%                                                                | John Alfred Sullivan (R)       |
| Oklahoma             | 2         | Brad Carson (D)                | Dan Boren - 65,9%                                                                    | Wayland Smalley - 34,1%                     |                                                                                        | Dan Boren (D)                  |
| Oklahoma             | 3         | Frank Lucas (R)                | -                                                                                    | Frank Lucas - 82,2%                         | Gregory Wilson (I) - 17,8%                                                             | Frank Lucas (R)                |
| Oklahoma             | 4         | Tom Cole (R)                   | -                                                                                    | Tom Cole - 77,8%                            | Charlene K. Bradshaw (I) - 22,2%                                                       | Tom Cole (R)                   |
| Oklahoma             | 5         | Ernest Istook (R)              | Bert Smith - 33,9%                                                                   | Ernest Istook - 66,1%                       |                                                                                        | Ernest Istook (R)              |
| Oregon               | 1         | David Wu (D)                   | David Wu - 57,8%                                                                     | Goli Ameri - 38,3%                          | Dean Wolf (I) - 3,9%                                                                   | David Wu (D)                   |
| Oregon               | 2         | Greg Walden (R)                | John McColgan - 25,7%                                                                | Greg Walden - 71,7%                         | Jim Lindsay (L) - 1,4% Jack Alan Brown (I) - 1,2%                                      | Greg Walden (R)                |
| Oregon               | 3         | Earl Blumenauer (D)            | Earl Blumenauer - 71,1%                                                              | Tami Mars - 23,7%                           | Walt Brown (S) - 3,1% Dale Winegarden (I) - 2,1%                                       | Earl Blumenauer (D)            |
| Oregon               | 4         | Peter DeFazio (D)              | Peter DeFazio - 61,0%                                                                | Jim Feldkamp - 37,6%                        | Jacob Boone (L) - 0,9% Michael Paul Marsh (C) - 0,5%                                   | Peter DeFazio (D)              |
| Oregon               | 5         | Darlene Hooley (D)             | Darlene Hooley - 52,9%                                                               | Jim Zupancic - 44,4%                        | Jerry Defoe (L) - 1,9% Joseph H. Bitz (C) - 0,8%                                       | Darlene Hooley (D)             |
| Pennsylvania         | 1         | Bob Brady (D)                  | Bob Brady - 86,3%                                                                    | Deborah Williams - 13,4%                    | Christopher Randolph (I) - 0,3%                                                        | Bob Brady (D)                  |
| Pennsylvania         | 2         | Chaka Fattah (D)               | Chaka Fattah - 88,0%                                                                 | Stewart Bolno - 12,0%                       |                                                                                        | Chaka Fattah (D)               |
| Pennsylvania         | 3         | Phil English (R)               | Steven Porter - 39,9%                                                                | Phil English - 60,1%                        |                                                                                        | Phil English (R)               |
| Pennsylvania         | 4         | Melissa Hart (R)               | Stevan Drobac - 35,9%                                                                | Melissa Hart - 63,1%                        | Steven B. Larchuk (I) - 1,0%                                                           | Melissa Hart (R)               |
| Pennsylvania         | 5         | John E. Peterson (R)           | -                                                                                    | John E. Peterson - 88,0%                    | Tom Martin (L) - 12,0%                                                                 | John E. Peterson (R)           |
| Pennsylvania         | 6         | Jim Gerlach (R)                | Lois Murphy - 49,0%                                                                  | Jim Gerlach - 51,0%                         |                                                                                        | Jim Gerlach (R)                |
| Pennsylvania         | 7         | Curt Weldon (R)                | Paul Scoles - 40,3%                                                                  | Curt Weldon - 58,8%                         |                                                                                        | Curt Weldon (R)                |
| Pennsylvania         | 8         | James C. Greenwood (R)         | Virginia Schrader - 43,3%                                                            | Mike Fitzpatrick - 55,3%                    | Arthur L. Farnsworth (L) 1,1% Erich Lukas (C) - 0,3%                                   | Mike Fitzpatrick (R)           |
| Pennsylvania         | 9         | Bill Shuster (R)               | Paul Politis - 30,5%                                                                 | Bill Shuster - 69,5%                        |                                                                                        | Bill Shuster (R)               |
| Pennsylvania         | 10        | Don Sherwood (R)               | Don Sherwood - 92,8%                                                                 | -                                           | Veronica Hannevig (C) - 7,2%                                                           | Don Sherwood (R)               |
| Pennsylvania         | 11        | Paul Kanjorski (D)             | Paul Kanjorski - 94,4%                                                               | -                                           | Kenneth Brenneman (I) - 5,6%                                                           | Paul Kanjorski (D)             |
| Pennsylvania         | 12        | John Murtha (D)                | John Murtha                                                                          | -                                           |                                                                                        | John Murtha (D)                |
| Pennsylvania         | 13        | Joe Hoeffel (D)                | Allyson Schwartz - 55,7%                                                             | Melissa Brown - 41,3%                       | John McDermott (C) - 1,7% Chuck Moulton (L) - 1,3%                                     | Allyson Schwartz (D)           |
| Pennsylvania         | 14        | Mike Doyle (D)                 | Mike Doyle                                                                           | -                                           |                                                                                        | Mike Doyle (D)                 |
| Pennsylvania         | 15        | Pat Toomey (R)                 | Joe Driscoll - 39,4%                                                                 | Charlie Dent - 58,6%                        | Rich Piotrowski (L) - 1,3% Greta Browne (V) - 0,8%                                     | Charlie Dent (R)               |
| Pennsylvania         | 16        | Joe Pitts (R)                  | Lois Herr - 34,5%                                                                    | Joe Pitts - 64,4%                           | Bob Hagen (V) - 1,1%                                                                   | Joe Pitts (R)                  |
| Pennsylvania         | 17        | Tim Holden (D)                 | Tim Holden - 59,1%                                                                   | Scott Paterno - 38,9%                       | Russ Diamond (L) - 2,0%                                                                | Tim Holden (D)                 |
| Pennsylvania         | 18        | Tim Murphy (R)                 | Mark Boles - 37,2%                                                                   | Tim Murphy - 62,8%                          |                                                                                        | Tim Murphy (R)                 |
| Pennsylvania         | 19        | Todd Platts (R)                | -                                                                                    | Todd Platts - 91,5%                         | Charles J. Steel (V) - 3,6% Michael L. Paoletta (L) - 3,5% Lester B. Searer (C) - 1,4% | Todd Platts (R)                |
| Rhode Island         | 1         | Patrick Kennedy (D)            | Patrick Kennedy - 64,1%                                                              | David Rogers - 35,8%                        |                                                                                        | Patrick Kennedy (D)            |
| Rhode Island         | 2         | James Langevin (D)             | James Langevin - 74,5%                                                               | Arthur Barton - 20,8%                       | Edward Morabito (I) - 3,0% Dorman J. Hayes (S) - 1,6%                                  | James Langevin (D)             |
| Tennessee            | 1         | Bill Jenkins (R)               | Graham Leonard - 24,1%                                                               | Bill Jenkins - 73,9%                        | Ralph Ball (I) - 1,3% Michael Peavler (I) - 0,7%                                       | Bill Jenkins (R)               |
| Tennessee            | 2         | Jimmy Duncan (R)               | John Greene - 19,1%                                                                  | Jimmy Duncan - 79,1%                        | Charles Howard (I) - 1,8%                                                              | Jimmy Duncan (R)               |
| Tennessee            | 3         | Zach Wamp (R)                  | John Wolfe - 32,8%                                                                   | Zach Wamp - 64,7%                           | June Griffin (I) - 1,2% Doug Vandagriff (I) - 0,7% Jean Howard-Hill (I) - 0,6%         | Zach Wamp (R)                  |
| Tennessee            | 4         | Lincoln Davis (D)              | Lincoln Davis - 54,8%                                                                | Janice Bowling - 43,5%                      | Ken Martin (I) - 1,7%                                                                  | Lincoln Davis (D)              |
| Tennessee            | 5         | Jim Cooper (D)                 | Jim Cooper - 69,3%                                                                   | Scott Knapp - 30,7%                         |                                                                                        | Jim Cooper (D)                 |
| Tennessee            | 6         | Bart Gordon (D)                | Bart Gordon - 64,2%                                                                  | Nick Demas - 33,6%                          | J. Patrick Lyons (I) - 1,5% Norman Saliba (I) - 0,7%                                   | Bart Gordon (D)                |
| Tennessee            | 7         | Marsha Blackburn (R)           | -                                                                                    | Marsha Blackburn                            |                                                                                        | Marsha Blackburn (R)           |
| Tennessee            | 8         | John Tanner (D)                | John Tanner - 74,4%                                                                  | James L. Hart - 25,6%                       |                                                                                        | John Tanner (D)                |
| Tennessee            | 9         | Harold Ford (D)                | Harold Ford - 82,1%                                                                  | Ruben Fort - 17,0%                          |                                                                                        | Harold Ford (D)                |
| Texas                | 1         | Max Sandlin (D)                | Max Sandlin - 37,7%                                                                  | Louie Gohmert - 61,5%                       | Dean L. Tucker (L) - 0,8%                                                              | Louie Gohmert (R)              |
| Texas                | 2         | Nick Lampson (D)               | Nick Lampson - 42,9%                                                                 | Ted Poe - 55,5%                             | Sandi Saulsbury (L) - 1,6%                                                             | Ted Poe (R)                    |
| Texas                | 3         | Sam Johnson (R)                | -                                                                                    | Sam Johnson - 85,6%                         | Paul Jenkins (I) - 8,1% James Vessels (L) - 6,3%                                       | Sam Johnson (R)                |
| Texas                | 4         | Ralph Hall (R)                 | Jim Nickerson - 30,4%                                                                | Ralph Hall - 68,2%                          | Kevin D. Anderson (L) - 1,3%                                                           | Ralph Hall (R)                 |
| Texas                | 5         | Jeb Hensarling (R)             | Bill Bernstein - 32,9%                                                               | Jeb Hensarling - 64,5%                      | John Gonzalez (L) - 2,6%                                                               | Jeb Hensarling (R)             |
| Texas                | 6         | Joe Barton (R)                 | Morris Meyer - 32,7%                                                                 | Joe Barton - 66,0%                          | Stephen J. Schrader (L) - 1,3%                                                         | Joe Barton (R)                 |
| Texas                | 7         | John Culberson (R)             | John Martinez - 33,3%                                                                | John Culberson - 64,1%                      | Paul Staton (I) - 1,4% Drew P. Parks (L) - 1,2%                                        | John Culberson (R)             |
| Texas                | 8         | Kevin Brady (R)                | James Wright - 29,7%                                                                 | Kevin Brady - 68,9%                         | Paul Hansen (L) - 1,4%                                                                 | Kevin Brady (R)                |
| Texas                | 9         | Chris Bell (D)                 | Al Green - 72,2%                                                                     | Arlette Molina - 26,6%                      | Stacey Lynn Bourland (L) - 1,2%                                                        | Al Green (D)                   |
| Texas                | 10        | Nuovo seggio                   | -                                                                                    | Michael McCaul - 78,6%                      | Robert William Fritsche (L) - 15,4% Lorenzo Sadun (Write-In) - 6,0%                    | Michael McCaul (R)             |
| Texas                | 11        | Nuovo seggio                   | Wayne Raasch - 21,8%                                                                 | Mike Conaway - 76,8%                        | Jeffrey C. Blunt (L) - 1,4%                                                            | Mike Conaway (R)               |
| Texas                | 12        | Kay Granger (R)                | Felix Alvarado - 27,7%                                                               | Kay Granger - 72,3%                         |                                                                                        | Kay Granger (R)                |
| Texas                | 13        | Mac Thornberry (R)             | -                                                                                    | Mac Thornberry - 92,3%                      | Marion Smith (L) - 7,7%                                                                | Mac Thornberry (R)             |
| Texas                | 14        | Ron Paul (R)                   | -                                                                                    | Ron Paul                                    |                                                                                        | Ron Paul (R)                   |
| Texas                | 15        | Rubén Hinojosa (D)             | Rubén Hinojosa - 57,8%                                                               | Michael Thamm - 40,8%                       | William R. Cady (L) - 1,4%                                                             | Rubén Hinojosa (D)             |
| Texas                | 16        | Silvestre Reyes (D)            | Silvestre Reyes - 67,5%                                                              | David Bringham - 31,1%                      | Brad Clardy (L) - 1,4%                                                                 | Silvestre Reyes (D)            |
| Texas                | 17        | Chet Edwards (D)               | Chet Edwards - 51,2%                                                                 | Arlene Wohlgemuth - 47,4%                   | Clyde Garland (L) - 1,4%                                                               | Chet Edwards (D)               |
| Texas                | 18        | Sheila Jackson Lee (D)         | Sheila Jackson Lee - 88,8%                                                           | -                                           | Thomas Bazan (I) - 6,4% Brent Sullivan (L) - 4,7%                                      | Sheila Jackson Lee (D)         |
| Texas                | 19        | Randy Neugebauer (R)           | Charles Stenholm - 40,1%                                                             | Randy Neugebauer - 58,4%                    | Richard Peterson (L) - 1,5%                                                            | Randy Neugebauer (R)           |
| Texas                | 20        | Charlie González (D)           | Charlie González - 65,5%                                                             | Roger Scott - 32,0%                         | Jessie Bouley (L) - 1,4% Michael Idrogo (I) - 1,1%                                     | Charlie González (D)           |
| Texas                | 21        | Lamar Smith (R)                | Rhett Rosenquest Smith - 35,5%                                                       | Lamar Smith - 61,5%                         | Jason Pratt (L) - 3,0%                                                                 | Lamar Smith (R)                |
| Texas                | 22        | Tom DeLay (R)                  | Richard Morrison - 41,1%                                                             | Tom DeLay - 55,2%                           | Michael Fjetland (I) - 1,9% Thomas Morrison (L) - 1,8%                                 | Tom DeLay (R)                  |
| Texas                | 23        | Henry Bonilla (R)              | Joe Sullivan - 29,4%                                                                 | Henry Bonilla - 69,3%                       | Nazirite R. Flores Perez (L) - 1,3%                                                    | Henry Bonilla (R)              |
| Texas                | 24        | Nuovo seggio                   | Gary R. Page - 34,2%                                                                 | Kenny Marchant - 64,0%                      | James Lawrence (L) - 1,8%                                                              | Kenny Marchant (R)             |
| Texas                | 25        | Lloyd Doggett (D)              | Lloyd Doggett - 67,6%                                                                | Rebecca Armendariz Klein - 30,7%            | James S. Werner (L) - 1,7%                                                             | Lloyd Doggett (D)              |
| Texas                | 26        | Michael Burgess (R)            | Lico Reyes - 32,7%                                                                   | Michael Burgess - 65,8%                     | James Gholston (L) - 1,5%                                                              | Michael Burgess (R)            |
| Texas                | 27        | Solomon Ortiz (D)              | Solomon Ortiz - 63,1%                                                                | Willie Vaden - 34,9%                        | Christopher J. Claytor (L) - 2,0%                                                      | Solomon Ortiz (D)              |
| Texas                | 28        | Ciro Rodriguez (D)             | Henry Cuellar - 59,0%                                                                | Jim Hopson - 38,6%                          | Ken Ashby (L) - 2,4%                                                                   | Henry Cuellar (D)              |
| Texas                | 29        | Gene Green (D)                 | Gene Green - 94,1%                                                                   | -                                           | Clifford Lee Messina (L) - 5,9%                                                        | Gene Green (D)                 |
| Texas                | 30        | Eddie Bernice Johnson (D)      | Eddie Bernice Johnson - 93,0%                                                        | -                                           | John E. Davis (L) - 7,0%                                                               | Eddie Bernice Johnson (D)      |
| Texas                | 31        | John Carter (R)                | Jon Porter - 32,4%                                                                   | John Carter - 64,8%                         | Celeste Adams (L) - 2,8%                                                               | John Carter (R)                |
| Texas                | 32        | Pete Sessions (R)              | Martin Frost - 44,0%                                                                 | Pete Sessions - 54,3%                       | Michael David Needleman (L) - 1,7%                                                     | Pete Sessions (R)              |
| Utah                 | 1         | Rob Bishop (R)                 | Steve Thompson - 29,1%                                                               | Rob Bishop - 67,0%                          | Charles Johnston (C) - 1,5% Richard Soderberg - 1,4%                                   | Rob Bishop (R)                 |
| Utah                 | 2         | Jim Matheson (D)               | Jim Matheson - 54,8%                                                                 | John Swallow - 43,2%                        | Jeremy Petersen (C) - 1,0% Patrick Diehl (V) - 0,6% Ronald Amos - 0,4%                 | Jim Matheson (D)               |
| Utah                 | 3         | Chris Cannon (R)               | Beau Babka - 32,5%                                                                   | Chris Cannon - 63,4%                        | Ronald Winfield (C) - 1,9% Jim Dexter (L) - 1,4% Curtis James - 0,9%                   | Chris Cannon (R)               |
| Vermont              | Unico     | Bernie Sanders (I)             | Larry Drown - 7,1%                                                                   | Greg Parke - 24,3%                          | Bernie Sanders (I) - 67,4% Jane Newton (I) - 0,9%                                      | Bernie Sanders (I)             |
| Virginia             | 1         | Jo Ann Davis (R)               | -                                                                                    | Jo Ann Davis - 78,6%                        | William A. Lee (I) - 20,0%                                                             | Jo Ann Davis (R)               |
| Virginia             | 2         | Ed Schrock (R)                 | David Ashe - 44,8%                                                                   | Thelma Drake - 55,1%                        |                                                                                        | Thelma Drake (R)               |
| Virginia             | 3         | Bobby Scott (D)                | Bobby Scott - 69,3%                                                                  | Winsome Sears - 30,5%                       |                                                                                        | Bobby Scott (D)                |
| Virginia             | 4         | Randy Forbes (R)               | Jonathan Menefee - 35,5%                                                             | Randy Forbes - 64,5%                        |                                                                                        | Randy Forbes (R)               |
| Virginia             | 5         | Virgil Goode (R)               | Al Weed - 36,3%                                                                      | Virgil Goode - 63,7%                        |                                                                                        | Virgil Goode (R)               |
| Virginia             | 6         | Bob Goodlatte (R)              | -                                                                                    | Bob Goodlatte                               |                                                                                        | Bob Goodlatte (R)              |
| Virginia             | 7         | Eric Cantor (R)                | -                                                                                    | Eric Cantor - 75,5%                         | Brad Blanton (I) - 24,3%                                                               | Eric Cantor (R)                |
| Virginia             | 8         | Jim Moran (D)                  | Jim Moran - 57,9%                                                                    | Lisa Cheney - 36,96%                        | Jim Hurysz (I) - 3,2%                                                                  | Jim Moran (D)                  |
| Virginia             | 9         | Rick Boucher (D)               | Rick Boucher - 59,3%                                                                 | Kevin Triplett - 38,9%                      | Seth Davis (I) - 1,7%                                                                  | Rick Boucher (D)               |
| Virginia             | 10        | Frank Wolf (R)                 | James Socas - 36,1%                                                                  | Frank Wolf - 63,7%                          |                                                                                        | Frank Wolf (R)                 |
| Virginia             | 11        | Thomas M. Davis (R)            | Kenneth Longmeyer - 38,3%                                                            | Thomas M. Davis - 60,3%                     | Joseph Oddo (I) - 1,4%                                                                 | Thomas M. Davis (R)            |
| Virginia Occidentale | 1         | Alan Mollohan (D)              | Alan Mollohan - 67,8%                                                                | Alan Lee Parks - 32,2%                      |                                                                                        | Alan Mollohan (D)              |
| Virginia Occidentale | 2         | Shelley Moore Capito (R)       | Erik Wells - 41,3%                                                                   | Shelley Moore Capito - 57,5%                | Julian Martin (I) - 1,2%                                                               | Shelley Moore Capito (R)       |
| Virginia Occidentale | 3         | Nick Rahall (D)                | Nick Rahall - 65,2%                                                                  | Rick Snuffer - 34,8%                        |                                                                                        | Nick Rahall (D)                |
| Washington           | 1         | Jay Inslee (D)                 | Jay Inslee - 62,3%                                                                   | Randy Eastwood - 35,9%                      | Charles Moore (L) - 1,8%                                                               | Jay Inslee (D)                 |
| Washington           | 2         | Rick Larsen (D)                | Rick Larsen - 63,9%                                                                  | Suzanne Sinclair - 33,7%                    | Bruce Guthrie (L) - 2,5%                                                               | Rick Larsen (D)                |
| Washington           | 3         | Brian Baird (D)                | Brian Baird - 61,9%                                                                  | Tom Crowson - 38,1%                         |                                                                                        | Brian Baird (D)                |
| Washington           | 4         | Doc Hastings (R)               | Sandy Matheson - 37,4%                                                               | Doc Hastings - 62,6%                        |                                                                                        | Doc Hastings (R)               |
| Washington           | 5         | George Nethercutt (R)          | Don Barbieri - 40,3%                                                                 | Cathy McMorris Rodgers - 59,7%              |                                                                                        | Cathy McMorris Rodgers (R)     |
| Washington           | 6         | Norm Dicks (D)                 | Norm Dicks - 69,0%                                                                   | Doug Cloud - 31,0%                          |                                                                                        | Norm Dicks (D)                 |
| Washington           | 7         | Jim McDermott (D)              | Jim McDermott - 80,7%                                                                | Carol Cassady - 19,3%                       |                                                                                        | Jim McDermott (D)              |
| Washington           | 8         | Jennifer Dunn (R)              | Dave Ross - 46,7%                                                                    | Dave Reichert - 51,5%                       | Spencer Garrett (L) - 1,8%                                                             | Dave Reichert (R)              |
| Washington           | 9         | Adam Smith (D)                 | Adam Smith - 63,3%                                                                   | Paul J. Lord - 34,4%                        | Robert Losey (V) - 2,3%                                                                | Adam Smith (D)                 |
| Wisconsin            | 1         | Paul Ryan (R)                  | Jeffrey C. Thomas - 32,6%                                                            | Paul Ryan - 65,4%                           | Norman Aulabaugh (I) - 1,2% Don Bernau (L) - 0,8%                                      | Paul Ryan (R)                  |
| Wisconsin            | 2         | Tammy Baldwin (D)              | Tammy Baldwin - 63,3%                                                                | Dave Magnum - 36,7%                         |                                                                                        | Tammy Baldwin (D)              |
| Wisconsin            | 3         | Ron Kind (D)                   | Ron Kind - 56,4%                                                                     | Dale Schultz - 43,6%                        |                                                                                        | Ron Kind (D)                   |
| Wisconsin            | 4         | Jerry Kleczka (D)              | Gwen Moore - 69,6%                                                                   | Gerald H. Boyle - 28,2%                     | Tim Johnson (I) - 1,2% Robert R. Raymond (I) - 0,6% Collin Hudson (C) - 0,3%           | Gwen Moore (D)                 |
| Wisconsin            | 5         | Jim Sensenbrenner (R)          | Bryan Kennedy - 31,8%                                                                | Jim Sensenbrenner - 66,6%                   | Tim Peterson (L) - 1,6%                                                                | Jim Sensenbrenner (R)          |
| Wisconsin            | 6         | Tom Petri (R)                  | Jef Hall - 30,1%                                                                     | Tom Petri - 67,0%                           | Carol Ann Rittenhouse (V) - 2,9%                                                       | Tom Petri (R)                  |
| Wisconsin            | 7         | Dave Obey (D)                  | Dave Obey - 85,6%                                                                    | -                                           | Mike Miles (V) - 9,4% Larry Oftedahl (I) - 5,0%                                        | Dave Obey (D)                  |
| Wisconsin            | 8         | Mark Andrew Green (R)          | Dottie LeClair - 29,1%                                                               | Mark Andrew Green - 70,9%                   |                                                                                        | Mark Andrew Green (R)          |
| Wyoming              | Unico     | Barbara Cubin (R)              | Ted Ladd - 41,9%                                                                     | Barbara Cubin - 55,3%                       | Lewis Stock (L) - 2,8%                                                                 | Barbara Cubin (R)              |